# فهرست کوه‌های استان اصفهان (۵)
فهرست کوه‌های استان اصفهان (۵)، فهرستی دارای نام‌ها و مختصات کوه‌های شهرستان‌های برخوار، خمینی‌شهر، فلاورجان و اصفهان استان اصفهان ایران است، که از پایگاه ملی نام‌های جغرافیایی ایران در خرداد ۱۳۹۷ دریافت شده‌اند.
| نام              | مختصات                                                    | ارتفاع | منبع |
| ---------------- | --------------------------------------------------------- | ------ | ---- |
| ابوطالب          | ۳۳°۰۶′۵۹″شمالی ۵۱°۳۳′۲۴″شرقی / ۳۳٫۱۱۶۳°شمالی ۵۱٫۵۵۶۶°شرقی |        | ۲۸۰۳ |
| انجیله           | ۳۳°۰۰′۱۷″شمالی ۵۱°۵۴′۳۴″شرقی / ۳۳٫۰۰۴۷°شمالی ۵۱٫۹۰۹۵°شرقی |        | ۲۸۰۴ |
| بادامی           | ۳۳°۱۱′۱۶″شمالی ۵۱°۴۸′۲۵″شرقی / ۳۳٫۱۸۷۹°شمالی ۵۱٫۸۰۷۰°شرقی |        | ۲۸۰۵ |
| بندسرقلیونی      | ۳۳°۱۳′۳۰″شمالی ۵۱°۴۸′۰۶″شرقی / ۳۳٫۲۲۴۹°شمالی ۵۱٫۸۰۱۶°شرقی |        | ۲۸۰۶ |
| بندعمر           | ۳۲°۵۷′۱۲″شمالی ۵۲°۰۳′۴۲″شرقی / ۳۲٫۹۵۳۴°شمالی ۵۲٫۰۶۱۶°شرقی |        | ۲۸۰۷ |
| بندغار           | ۳۳°۱۰′۲۰″شمالی ۵۱°۵۳′۰۱″شرقی / ۳۳٫۱۷۲۲°شمالی ۵۱٫۸۸۳۶°شرقی |        | ۲۸۰۸ |
| بندغار           | ۳۳°۰۹′۱۷″شمالی ۵۱°۵۲′۵۷″شرقی / ۳۳٫۱۵۴۶°شمالی ۵۱٫۸۸۲۵°شرقی |        | ۲۸۰۹ |
| بندغار           | ۳۳°۱۰′۱۳″شمالی ۵۱°۵۰′۳۲″شرقی / ۳۳٫۱۷۰۳°شمالی ۵۱٫۸۴۲۳°شرقی |        | ۲۸۱۰ |
| بندلاغری         | ۳۲°۵۹′۲۱″شمالی ۵۲°۰۰′۴۵″شرقی / ۳۲٫۹۸۹۳°شمالی ۵۲٫۰۱۲۵°شرقی |        | ۲۸۱۱ |
| بندلاغری چی      | ۳۲°۵۹′۱۵″شمالی ۵۲°۰۰′۱۸″شرقی / ۳۲٫۹۸۷۵°شمالی ۵۲٫۰۰۵۰°شرقی |        | ۲۸۱۲ |
| پرسرخه           | ۳۳°۰۵′۵۲″شمالی ۵۱°۵۰′۱۲″شرقی / ۳۳٫۰۹۷۸°شمالی ۵۱٫۸۳۶۶°شرقی |        | ۲۸۱۳ |
| پلنگی            | ۳۳°۱۱′۵۶″شمالی ۵۱°۴۳′۲۹″شرقی / ۳۳٫۱۹۸۹°شمالی ۵۱٫۷۲۴۷°شرقی |        | ۲۸۱۴ |
| تختی             | ۳۳°۰۲′۳۷″شمالی ۵۱°۵۰′۳۵″شرقی / ۳۳٫۰۴۳۷°شمالی ۵۱٫۸۴۳۱°شرقی |        | ۲۸۱۵ |
| تختی‌ها           | ۳۳°۱۰′۴۹″شمالی ۵۱°۴۴′۲۱″شرقی / ۳۳٫۱۸۰۲°شمالی ۵۱٫۷۳۹۱°شرقی |        | ۲۸۱۶ |
| تل انبار         | ۳۲°۵۸′۲۱″شمالی ۵۱°۵۴′۱۳″شرقی / ۳۲٫۹۷۲۴°شمالی ۵۱٫۹۰۳۶°شرقی |        | ۲۸۱۷ |
| تل سیاه          | ۳۲°۵۶′۴۵″شمالی ۵۱°۵۷′۱۳″شرقی / ۳۲٫۹۴۵۹°شمالی ۵۱٫۹۵۳۷°شرقی |        | ۲۸۱۸ |
| تل قنبرعلی       | ۳۲°۵۹′۴۶″شمالی ۵۱°۵۵′۲۹″شرقی / ۳۲٫۹۹۶۱°شمالی ۵۱٫۹۲۴۶°شرقی |        | ۲۸۱۹ |
| تیغ زرد          | ۳۲°۵۸′۰۹″شمالی ۵۲°۰۳′۳۹″شرقی / ۳۲٫۹۶۹۲°شمالی ۵۲٫۰۶۰۷°شرقی |        | ۲۸۲۰ |
| جعفرقلی          | ۳۳°۰۸′۴۱″شمالی ۵۱°۴۳′۲۷″شرقی / ۳۳٫۱۴۴۸°شمالی ۵۱٫۷۲۴۱°شرقی |        | ۲۸۲۱ |
| چاه سنگ سفید     | ۳۲°۵۶′۴۶″شمالی ۵۲°۰۰′۴۸″شرقی / ۳۲٫۹۴۶۱°شمالی ۵۲٫۰۱۳۴°شرقی |        | ۲۸۲۲ |
| چاه میل          | ۳۳°۱۲′۰۷″شمالی ۵۱°۴۱′۲۳″شرقی / ۳۳٫۲۰۲۰°شمالی ۵۱٫۶۸۹۷°شرقی |        | ۲۸۲۳ |
| چهارقاشی         | ۳۲°۵۹′۱۰″شمالی ۵۱°۵۴′۰۸″شرقی / ۳۲٫۹۸۶۲°شمالی ۵۱٫۹۰۲۱°شرقی |        | ۲۸۲۴ |
| خلیلی            | ۳۳°۰۵′۰۳″شمالی ۵۱°۵۲′۴۸″شرقی / ۳۳٫۰۸۴۱°شمالی ۵۱٫۸۸۰۱°شرقی |        | ۲۸۲۵ |
| دماغه دم بولونی  | ۳۲°۵۷′۰۵″شمالی ۵۱°۵۸′۲۶″شرقی / ۳۲٫۹۵۱۵°شمالی ۵۱٫۹۷۳۹°شرقی |        | ۲۸۲۶ |
| دماغه مجو        | ۳۲°۵۹′۴۵″شمالی ۵۱°۵۳′۳۷″شرقی / ۳۲٫۹۹۵۹°شمالی ۵۱٫۸۹۳۷°شرقی |        | ۲۸۲۷ |
| دماغه مولوچولی   | ۳۲°۵۷′۱۳″شمالی ۵۱°۵۴′۲۸″شرقی / ۳۲٫۹۵۳۷°شمالی ۵۱٫۹۰۷۷°شرقی |        | ۲۸۲۸ |
| دمبه دیز         | ۳۳°۰۹′۴۶″شمالی ۵۱°۴۶′۴۷″شرقی / ۳۳٫۱۶۲۹°شمالی ۵۱٫۷۷۹۸°شرقی |        | ۲۸۲۹ |
| دمبه دیز         | ۳۳°۱۱′۴۱″شمالی ۵۱°۴۷′۴۰″شرقی / ۳۳٫۱۹۴۶°شمالی ۵۱٫۷۹۴۵°شرقی |        | ۲۸۳۰ |
| دمبه دیز         | ۳۳°۱۳′۱۶″شمالی ۵۱°۴۷′۴۶″شرقی / ۳۳٫۲۲۱۰°شمالی ۵۱٫۷۹۶۰°شرقی |        | ۲۸۳۱ |
| رباط سلطان       | ۳۳°۰۸′۵۱″شمالی ۵۱°۳۸′۰۴″شرقی / ۳۳٫۱۴۷۶°شمالی ۵۱٫۶۳۴۵°شرقی |        | ۲۸۳۲ |
| رباط سلطان       | ۳۳°۰۹′۳۸″شمالی ۵۱°۳۹′۱۸″شرقی / ۳۳٫۱۶۰۶°شمالی ۵۱٫۶۵۵۱°شرقی |        | ۲۸۳۳ |
| رباط سلطان       | ۳۳°۰۷′۵۱″شمالی ۵۱°۳۶′۴۹″شرقی / ۳۳٫۱۳۰۹°شمالی ۵۱٫۶۱۳۷°شرقی |        | ۲۸۳۴ |
| رباط سلطان       | ۳۳°۰۷′۴۰″شمالی ۵۱°۳۶′۲۷″شرقی / ۳۳٫۱۲۷۷°شمالی ۵۱٫۶۰۷۵°شرقی |        | ۲۸۳۵ |
| رومونه           | ۳۳°۰۷′۰۰″شمالی ۵۱°۳۲′۲۳″شرقی / ۳۳٫۱۱۶۷°شمالی ۵۱٫۵۳۹۸°شرقی |        | ۲۸۳۶ |
| ریواسچی          | ۳۳°۰۸′۵۲″شمالی ۵۱°۵۴′۰۹″شرقی / ۳۳٫۱۴۷۸°شمالی ۵۱٫۹۰۲۴°شرقی |        | ۲۸۳۷ |
| زردچی            | ۳۳°۰۹′۲۵″شمالی ۵۱°۵۰′۳۳″شرقی / ۳۳٫۱۵۶۹°شمالی ۵۱٫۸۴۲۶°شرقی |        | ۲۸۳۸ |
| زرددهنه تک       | ۳۳°۰۸′۵۱″شمالی ۵۱°۵۱′۵۵″شرقی / ۳۳٫۱۴۷۶°شمالی ۵۱٫۸۶۵۳°شرقی |        | ۲۸۳۹ |
| زرونی            | ۳۳°۰۲′۴۷″شمالی ۵۱°۵۶′۰۵″شرقی / ۳۳٫۰۴۶۳°شمالی ۵۱٫۹۳۴۷°شرقی |        | ۲۸۴۰ |
| سبزه بست         | ۳۳°۰۴′۴۹″شمالی ۵۱°۵۲′۰۵″شرقی / ۳۳٫۰۸۰۲°شمالی ۵۱٫۸۶۸۱°شرقی |        | ۲۸۴۱ |
| سرمست            | ۳۲°۵۸′۲۲″شمالی ۵۲°۰۳′۵۶″شرقی / ۳۲٫۹۷۲۷°شمالی ۵۲٫۰۶۵۶°شرقی |        | ۲۸۴۲ |
| سفیدچی           | ۳۳°۰۱′۲۹″شمالی ۵۱°۳۸′۲۶″شرقی / ۳۳٫۰۲۴۸°شمالی ۵۱٫۶۴۰۵°شرقی |        | ۲۸۴۳ |
| سیاچی            | ۳۲°۵۷′۳۳″شمالی ۵۲°۰۰′۲۷″شرقی / ۳۲٫۹۵۹۳°شمالی ۵۲٫۰۰۷۴°شرقی |        | ۲۸۴۴ |
| سیاه چی          | ۳۳°۰۱′۱۶″شمالی ۵۱°۳۹′۵۰″شرقی / ۳۳٫۰۲۱۲°شمالی ۵۱٫۶۶۳۸°شرقی |        | ۲۸۴۵ |
| سیاه چی          | ۳۳°۰۰′۴۱″شمالی ۵۱°۴۱′۱۰″شرقی / ۳۳٫۰۱۱۳°شمالی ۵۱٫۶۸۶۰°شرقی |        | ۲۸۴۶ |
| سیاه چی          | ۳۳°۰۰′۱۴″شمالی ۵۱°۴۰′۳۶″شرقی / ۳۳٫۰۰۳۸°شمالی ۵۱٫۶۷۶۷°شرقی |        | ۲۸۴۷ |
| شاخه نبات        | ۳۳°۱۱′۲۸″شمالی ۵۱°۴۴′۳۷″شرقی / ۳۳٫۱۹۱۱°شمالی ۵۱٫۷۴۳۶°شرقی |        | ۲۸۴۸ |
| گدارتخت          | ۳۲°۵۷′۱۳″شمالی ۵۲°۰۲′۲۶″شرقی / ۳۲٫۹۵۳۵°شمالی ۵۲٫۰۴۰۶°شرقی |        | ۲۸۴۹ |
| گلنی             | ۳۳°۰۲′۰۶″شمالی ۵۱°۵۱′۴۷″شرقی / ۳۳٫۰۳۵۰°شمالی ۵۱٫۸۶۳۰°شرقی |        | ۲۸۵۰ |
| لالوک            | ۳۳°۰۸′۵۸″شمالی ۵۱°۴۹′۰۳″شرقی / ۳۳٫۱۴۹۴°شمالی ۵۱٫۸۱۷۴°شرقی |        | ۲۸۵۱ |
| لالوک            | ۳۳°۰۹′۱۷″شمالی ۵۱°۴۷′۲۱″شرقی / ۳۳٫۱۵۴۸°شمالی ۵۱٫۷۸۹۱°شرقی |        | ۲۸۵۲ |
| لالوک            | ۳۳°۰۸′۵۷″شمالی ۵۱°۴۶′۲۷″شرقی / ۳۳٫۱۴۹۳°شمالی ۵۱٫۷۷۴۳°شرقی |        | ۲۸۵۳ |
| لولاک            | ۳۳°۰۹′۰۶″شمالی ۵۱°۴۴′۳۷″شرقی / ۳۳٫۱۵۱۶°شمالی ۵۱٫۷۴۳۵°شرقی |        | ۲۸۵۴ |
| دنبه             | ۳۲°۳۷′۵۶″شمالی ۵۱°۳۴′۱۲″شرقی / ۳۲٫۶۳۲۳°شمالی ۵۱٫۵۷۰۱°شرقی |        | ۲۸۵۵ |
| دنبه             | ۳۲°۳۷′۲۴″شمالی ۵۱°۳۵′۱۸″شرقی / ۳۲٫۶۲۳۳°شمالی ۵۱٫۵۸۸۲°شرقی |        | ۲۸۵۶ |
| دوشاخ            | ۳۲°۴۱′۲۹″شمالی ۵۱°۲۸′۲۵″شرقی / ۳۲٫۶۹۱۴°شمالی ۵۱٫۴۷۳۷°شرقی |        | ۲۸۵۷ |
| دوشاخ            | ۳۲°۴۰′۲۴″شمالی ۵۱°۳۰′۰۵″شرقی / ۳۲٫۶۷۳۳°شمالی ۵۱٫۵۰۱۳°شرقی |        | ۲۸۵۸ |
| ساسفید           | ۳۲°۴۴′۴۵″شمالی ۵۱°۲۶′۱۳″شرقی / ۳۲٫۷۴۵۹°شمالی ۵۱٫۴۳۷۰°شرقی |        | ۲۸۵۹ |
| سلا              | ۳۲°۴۴′۲۰″شمالی ۵۱°۲۹′۱۹″شرقی / ۳۲٫۷۳۸۹°شمالی ۵۱٫۴۸۸۷°شرقی |        | ۲۸۶۰ |
| سلا              | ۳۲°۴۴′۱۹″شمالی ۵۱°۳۰′۵۵″شرقی / ۳۲٫۷۳۸۶°شمالی ۵۱٫۵۱۵۲°شرقی |        | ۲۸۶۱ |
| لادور            | ۳۲°۴۳′۱۹″شمالی ۵۱°۲۶′۳۰″شرقی / ۳۲٫۷۲۱۹°شمالی ۵۱٫۴۴۱۸°شرقی |        | ۲۸۶۲ |
| اجگرد            | ۳۲°۲۹′۵۲″شمالی ۵۱°۳۱′۵۶″شرقی / ۳۲٫۴۹۷۸°شمالی ۵۱٫۵۳۲۱°شرقی |        | ۲۸۶۳ |
| اجگرد            | ۳۲°۳۰′۴۴″شمالی ۵۱°۳۰′۴۴″شرقی / ۳۲٫۵۱۲۱°شمالی ۵۱٫۵۱۲۲°شرقی |        | ۲۸۶۴ |
| افجد             | ۳۲°۳۲′۰۳″شمالی ۵۱°۳۳′۱۰″شرقی / ۳۲٫۵۳۴۳°شمالی ۵۱٫۵۵۲۷°شرقی |        | ۲۸۶۵ |
| بچه              | ۳۲°۳۳′۳۰″شمالی ۵۱°۳۵′۰۰″شرقی / ۳۲٫۵۵۸۴°شمالی ۵۱٫۵۸۳۳°شرقی |        | ۲۸۶۶ |
| پهن              | ۳۲°۳۵′۰۵″شمالی ۵۱°۳۵′۵۱″شرقی / ۳۲٫۵۸۴۸°شمالی ۵۱٫۵۹۷۶°شرقی |        | ۲۸۶۷ |
| پیربکران         | ۳۲°۲۶′۵۸″شمالی ۵۱°۳۴′۱۶″شرقی / ۳۲٫۴۴۹۴°شمالی ۵۱٫۵۷۱۱°شرقی |        | ۲۸۶۸ |
| تخت رستم         | ۳۲°۳۶′۱۴″شمالی ۵۱°۳۵′۵۱″شرقی / ۳۲٫۶۰۳۸°شمالی ۵۱٫۵۹۷۴°شرقی |        | ۲۸۶۹ |
| جوچی             | ۳۲°۲۹′۱۳″شمالی ۵۱°۳۲′۳۸″شرقی / ۳۲٫۴۸۷۰°شمالی ۵۱٫۵۴۴۰°شرقی |        | ۲۸۷۰ |
| دیزی عمر         | ۳۲°۳۳′۳۱″شمالی ۵۱°۳۵′۵۹″شرقی / ۳۲٫۵۵۸۷°شمالی ۵۱٫۵۹۹۶°شرقی |        | ۲۸۷۱ |
| سفید             | ۳۲°۳۶′۱۵″شمالی ۵۱°۳۵′۰۵″شرقی / ۳۲٫۶۰۴۱°شمالی ۵۱٫۵۸۴۶°شرقی |        | ۲۸۷۲ |
| سه کوچیکیا       | ۳۲°۳۳′۲۸″شمالی ۵۱°۳۶′۳۵″شرقی / ۳۲٫۵۵۷۷°شمالی ۵۱٫۶۰۹۶°شرقی |        | ۲۸۷۳ |
| سهروفیروزان      | ۳۲°۲۷′۳۵″شمالی ۵۱°۳۱′۲۱″شرقی / ۳۲٫۴۵۹۷°شمالی ۵۱٫۵۲۲۴°شرقی |        | ۲۸۷۴ |
| شاهکوه           | ۳۲°۳۱′۲۲″شمالی ۵۱°۳۵′۳۳″شرقی / ۳۲٫۵۲۲۷°شمالی ۵۱٫۵۹۲۴°شرقی |        | ۲۸۷۵ |
| صفه              | ۳۲°۳۵′۲۸″شمالی ۵۱°۳۶′۵۶″شرقی / ۳۲٫۵۹۱۱°شمالی ۵۱٫۶۱۵۶°شرقی |        | ۲۸۷۶ |
| قلعه بزی         | ۳۲°۲۷′۰۶″شمالی ۵۱°۲۹′۰۹″شرقی / ۳۲٫۴۵۱۷°شمالی ۵۱٫۴۸۵۸°شرقی |        | ۲۸۷۷ |
| کوهچی دره سرخ    | ۳۲°۲۹′۲۳″شمالی ۵۱°۳۶′۵۲″شرقی / ۳۲٫۴۸۹۸°شمالی ۵۱٫۶۱۴۵°شرقی |        | ۲۸۷۸ |
| آب دروغ زن       | ۳۱°۵۷′۳۰″شمالی ۵۱°۵۶′۲۴″شرقی / ۳۱٫۹۵۸۳°شمالی ۵۱٫۹۳۹۹°شرقی |        | ۲۸۷۹ |
| آتشی             | ۳۱°۴۰′۴۳″شمالی ۵۲°۲۸′۵۸″شرقی / ۳۱٫۶۷۸۵°شمالی ۵۲٫۴۸۲۹°شرقی |        | ۲۸۸۰ |
| ارگنشت           | ۳۲°۲۸′۴۹″شمالی ۵۲°۴۷′۵۹″شرقی / ۳۲٫۴۸۰۲°شمالی ۵۲٫۷۹۹۷°شرقی |        | ۲۸۸۱ |
| اسب چی           | ۳۲°۱۱′۵۵″شمالی ۵۲°۲۷′۴۶″شرقی / ۳۲٫۱۹۸۶°شمالی ۵۲٫۴۶۲۷°شرقی |        | ۲۸۸۲ |
| آسیاب            | ۳۲°۳۷′۵۱″شمالی ۵۱°۴۷′۵۶″شرقی / ۳۲٫۶۳۰۸°شمالی ۵۱٫۷۹۹۰°شرقی |        | ۲۸۸۳ |
| آغل سرخه         | ۳۲°۵۵′۴۰″شمالی ۵۲°۱۱′۳۳″شرقی / ۳۲٫۹۲۷۹°شمالی ۵۲٫۱۹۲۶°شرقی |        | ۲۸۸۴ |
| الک پرسنگ        | ۳۲°۰۹′۵۹″شمالی ۵۲°۳۱′۱۲″شرقی / ۳۲٫۱۶۶۴°شمالی ۵۲٫۵۱۹۹°شرقی |        | ۲۸۸۵ |
| الله بزرگ        | ۳۲°۱۰′۴۹″شمالی ۵۲°۱۴′۳۹″شرقی / ۳۲٫۱۸۰۲°شمالی ۵۲٫۲۴۴۲°شرقی |        | ۲۸۸۶ |
| الله بزرگ        | ۳۲°۱۱′۰۹″شمالی ۵۲°۱۶′۰۳″شرقی / ۳۲٫۱۸۵۹°شمالی ۵۲٫۲۶۷۵°شرقی |        | ۲۸۸۷ |
| الله کوچک        | ۳۲°۱۰′۵۱″شمالی ۵۲°۱۶′۵۱″شرقی / ۳۲٫۱۸۰۹°شمالی ۵۲٫۲۸۰۸°شرقی |        | ۲۸۸۸ |
| انجیر            | ۳۲°۰۸′۴۱″شمالی ۵۲°۰۵′۰۸″شرقی / ۳۲٫۱۴۴۶°شمالی ۵۲٫۰۸۵۶°شرقی |        | ۲۸۸۹ |
| انرژی اتمی       | ۳۲°۳۴′۲۹″شمالی ۵۱°۴۸′۲۷″شرقی / ۳۲٫۵۷۴۸°شمالی ۵۱٫۸۰۷۶°شرقی |        | ۲۸۹۰ |
| اوریجنه          | ۳۲°۴۴′۳۸″شمالی ۵۲°۲۷′۵۲″شرقی / ۳۲٫۷۴۳۸°شمالی ۵۲٫۴۶۴۵°شرقی |        | ۲۸۹۱ |
| باباشعبون        | ۳۲°۵۳′۳۶″شمالی ۵۲°۲۲′۳۷″شرقی / ۳۲٫۸۹۳۳°شمالی ۵۲٫۳۷۷۰°شرقی |        | ۲۸۹۲ |
| بارانداز         | ۳۱°۳۶′۰۹″شمالی ۵۲°۲۵′۵۴″شرقی / ۳۱٫۶۰۲۶°شمالی ۵۲٫۴۳۱۶°شرقی |        | ۲۸۹۳ |
| باغچه سیاه       | ۳۲°۵۷′۵۰″شمالی ۵۲°۱۰′۵۳″شرقی / ۳۲٫۹۶۳۸°شمالی ۵۲٫۱۸۱۵°شرقی |        | ۲۸۹۴ |
| بحرازرد          | ۳۱°۵۵′۵۶″شمالی ۵۲°۳۳′۰۹″شرقی / ۳۱٫۹۳۲۱°شمالی ۵۲٫۵۵۲۴°شرقی |        | ۲۸۹۵ |
| بزرگ             | ۳۲°۴۱′۰۳″شمالی ۵۲°۴۰′۵۷″شرقی / ۳۲٫۶۸۴۱°شمالی ۵۲٫۶۸۲۵°شرقی |        | ۲۸۹۶ |
| بلندقارنه        | ۳۲°۲۴′۰۴″شمالی ۵۲°۰۲′۵۴″شرقی / ۳۲٫۴۰۱۰°شمالی ۵۲٫۰۴۸۲°شرقی |        | ۲۸۹۷ |
| بلهر             | ۳۱°۵۷′۱۰″شمالی ۵۲°۰۵′۲۴″شرقی / ۳۱٫۹۵۲۸°شمالی ۵۲٫۰۸۹۹°شرقی |        | ۲۸۹۸ |
| بندسلطانی        | ۳۲°۰۳′۰۳″شمالی ۵۲°۱۷′۳۵″شرقی / ۳۲٫۰۵۰۹°شمالی ۵۲٫۲۹۳۱°شرقی |        | ۲۸۹۹ |
| بندگزری          | ۳۲°۰۰′۱۵″شمالی ۵۲°۱۹′۰۶″شرقی / ۳۲٫۰۰۴۱°شمالی ۵۲٫۳۱۸۲°شرقی |        | ۲۹۰۰ |
| بنه ریزه         | ۳۱°۳۶′۴۲″شمالی ۵۲°۲۰′۴۲″شرقی / ۳۱٫۶۱۱۶°شمالی ۵۲٫۳۴۴۹°شرقی |        | ۲۹۰۱ |
| بنی              | ۳۱°۴۸′۲۵″شمالی ۵۲°۰۸′۱۲″شرقی / ۳۱٫۸۰۷۰°شمالی ۵۲٫۱۳۶۷°شرقی |        | ۲۹۰۲ |
| بیکسه            | ۳۱°۳۶′۵۲″شمالی ۵۲°۲۲′۳۵″شرقی / ۳۱٫۶۱۴۴°شمالی ۵۲٫۳۷۶۴°شرقی |        | ۲۹۰۳ |
| بیکسه            | ۳۱°۳۷′۰۶″شمالی ۵۲°۲۱′۲۹″شرقی / ۳۱٫۶۱۸۲°شمالی ۵۲٫۳۵۸۱°شرقی |        | ۲۹۰۴ |
| پاوله            | ۳۱°۴۹′۲۷″شمالی ۵۲°۰۵′۲۹″شرقی / ۳۱٫۸۲۴۱°شمالی ۵۲٫۰۹۱۳°شرقی |        | ۲۹۰۵ |
| پرف سبزه         | ۳۲°۵۹′۳۳″شمالی ۵۲°۱۴′۱۹″شرقی / ۳۲٫۹۹۲۶°شمالی ۵۲٫۲۳۸۷°شرقی |        | ۲۹۰۶ |
| پشت تنقزی        | ۳۱°۵۳′۰۷″شمالی ۵۲°۰۳′۴۵″شرقی / ۳۱٫۸۸۵۴°شمالی ۵۲٫۰۶۲۴°شرقی |        | ۲۹۰۷ |
| پوزه اپونی       | ۳۲°۰۷′۳۲″شمالی ۵۲°۰۱′۰۷″شرقی / ۳۲٫۱۲۵۶°شمالی ۵۲٫۰۱۸۵°شرقی |        | ۲۹۰۸ |
| پوزه خراطی       | ۳۱°۳۲′۱۰″شمالی ۵۲°۴۶′۴۵″شرقی / ۳۱٫۵۳۶۲°شمالی ۵۲٫۷۷۹۳°شرقی |        | ۲۹۰۹ |
| پوزه زرد         | ۳۱°۵۳′۳۰″شمالی ۵۲°۰۵′۲۶″شرقی / ۳۱٫۸۹۱۶°شمالی ۵۲٫۰۹۰۶°شرقی |        | ۲۹۱۰ |
| پوزه زنگی        | ۳۲°۰۷′۱۰″شمالی ۵۲°۱۸′۴۵″شرقی / ۳۲٫۱۱۹۴°شمالی ۵۲٫۳۱۲۶°شرقی |        | ۲۹۱۱ |
| پیرکال           | ۳۲°۰۵′۰۴″شمالی ۵۲°۰۴′۴۱″شرقی / ۳۲٫۰۸۴۴°شمالی ۵۲٫۰۷۸۰°شرقی |        | ۲۹۱۲ |
| تخت باغک         | ۳۱°۳۳′۱۵″شمالی ۵۲°۲۷′۵۴″شرقی / ۳۱٫۵۵۴۳°شمالی ۵۲٫۴۶۵۰°شرقی |        | ۲۹۱۳ |
| تخت بزرگ         | ۳۲°۵۶′۱۲″شمالی ۵۲°۰۲′۱۱″شرقی / ۳۲٫۹۳۶۷°شمالی ۵۲٫۰۳۶۵°شرقی |        | ۲۹۱۴ |
| تخت شیطان        | ۳۲°۴۰′۳۱″شمالی ۵۲°۴۶′۳۷″شرقی / ۳۲٫۶۷۵۴°شمالی ۵۲٫۷۷۶۹°شرقی |        | ۲۹۱۵ |
| تخت صندوقی       | ۳۱°۵۳′۲۸″شمالی ۵۲°۰۷′۴۳″شرقی / ۳۱٫۸۹۱۰°شمالی ۵۲٫۱۲۸۶°شرقی |        | ۲۹۱۶ |
| تخت قوچی         | ۳۱°۴۳′۳۹″شمالی ۵۲°۱۲′۰۴″شرقی / ۳۱٫۷۲۷۵°شمالی ۵۲٫۲۰۱۲°شرقی |        | ۲۹۱۷ |
| تخته کمند        | ۳۱°۳۵′۴۲″شمالی ۵۲°۵۴′۲۸″شرقی / ۳۱٫۵۹۴۹°شمالی ۵۲٫۹۰۷۸°شرقی |        | ۲۹۱۸ |
| تختی آب گرم      | ۳۲°۵۵′۰۲″شمالی ۵۲°۱۰′۰۹″شرقی / ۳۲٫۹۱۷۱°شمالی ۵۲٫۱۶۹۳°شرقی |        | ۲۹۱۹ |
| تختی‌های محمدآباد | ۳۲°۲۳′۱۵″شمالی ۵۲°۰۲′۴۳″شرقی / ۳۲٫۳۸۷۶°شمالی ۵۲٫۰۴۵۲°شرقی |        | ۲۹۲۰ |
| ترونی            | ۳۱°۵۶′۰۸″شمالی ۵۱°۵۹′۲۵″شرقی / ۳۱٫۹۳۵۵°شمالی ۵۱٫۹۹۰۳°شرقی |        | ۲۹۲۱ |
| تل روند          | ۳۲°۵۰′۲۰″شمالی ۵۲°۳۰′۰۵″شرقی / ۳۲٫۸۳۹۰°شمالی ۵۲٫۵۰۱۴°شرقی |        | ۲۹۲۲ |
| تل زرد           | ۳۲°۳۳′۵۱″شمالی ۵۲°۴۵′۲۲″شرقی / ۳۲٫۵۶۴۱°شمالی ۵۲٫۷۵۶۱°شرقی |        | ۲۹۲۳ |
| تل مراد          | ۳۲°۵۴′۳۱″شمالی ۵۲°۰۶′۴۳″شرقی / ۳۲٫۹۰۸۵°شمالی ۵۲٫۱۱۱۹°شرقی |        | ۲۹۲۴ |
| ته کوه           | ۳۲°۱۹′۴۳″شمالی ۵۱°۵۸′۲۵″شرقی / ۳۲٫۳۲۸۶°شمالی ۵۱٫۹۷۳۵°شرقی |        | ۲۹۲۵ |
| توره             | ۳۲°۰۸′۱۴″شمالی ۵۲°۳۵′۲۸″شرقی / ۳۲٫۱۳۷۲°شمالی ۵۲٫۵۹۱۱°شرقی |        | ۲۹۲۶ |
| توره             | ۳۲°۰۵′۵۰″شمالی ۵۲°۳۳′۵۵″شرقی / ۳۲٫۰۹۷۳°شمالی ۵۲٫۵۶۵۴°شرقی |        | ۲۹۲۷ |
| توله عباس        | ۳۲°۰۹′۲۳″شمالی ۵۲°۰۶′۰۲″شرقی / ۳۲٫۱۵۶۴°شمالی ۵۲٫۱۰۰۵°شرقی |        | ۲۹۲۸ |
| تیرگسون          | ۳۱°۵۶′۱۸″شمالی ۵۱°۵۸′۱۸″شرقی / ۳۱٫۹۳۸۲°شمالی ۵۱٫۹۷۱۶°شرقی |        | ۲۹۲۹ |
| تیزاغی           | ۳۲°۴۸′۰۳″شمالی ۵۲°۲۹′۲۵″شرقی / ۳۲٫۸۰۰۷°شمالی ۵۲٫۴۹۰۴°شرقی |        | ۲۹۳۰ |
| جورچولی          | ۳۲°۵۱′۳۶″شمالی ۵۲°۲۷′۵۷″شرقی / ۳۲٫۸۵۹۹°شمالی ۵۲٫۴۶۵۹°شرقی |        | ۲۹۳۱ |
| جوردزدان         | ۳۲°۵۲′۰۴″شمالی ۵۲°۲۷′۵۹″شرقی / ۳۲٫۸۶۷۸°شمالی ۵۲٫۴۶۶۳°شرقی |        | ۲۹۳۲ |
| چاه پازن         | ۳۲°۰۴′۳۶″شمالی ۵۲°۰۶′۵۵″شرقی / ۳۲٫۰۷۶۷°شمالی ۵۲٫۱۱۵۲°شرقی |        | ۲۹۳۳ |
| چاه حاجی         | ۳۲°۰۸′۴۲″شمالی ۵۲°۳۲′۵۹″شرقی / ۳۲٫۱۴۴۹°شمالی ۵۲٫۵۴۹۷°شرقی |        | ۲۹۳۴ |
| چاه حیدر         | ۳۲°۳۵′۵۰″شمالی ۵۲°۴۶′۵۵″شرقی / ۳۲٫۵۹۷۲°شمالی ۵۲٫۷۸۲۰°شرقی |        | ۲۹۳۵ |
| چاه خزانه        | ۳۲°۰۸′۵۵″شمالی ۵۲°۳۱′۴۴″شرقی / ۳۲٫۱۴۸۷°شمالی ۵۲٫۵۲۸۸°شرقی |        | ۲۹۳۶ |
| چاه خلج          | ۳۲°۰۲′۳۶″شمالی ۵۲°۲۶′۱۹″شرقی / ۳۲٫۰۴۳۴°شمالی ۵۲٫۴۳۸۵°شرقی |        | ۲۹۳۷ |
| چاه رضا          | ۳۲°۱۱′۰۶″شمالی ۵۲°۱۳′۲۱″شرقی / ۳۲٫۱۸۵۱°شمالی ۵۲٫۲۲۲۶°شرقی |        | ۲۹۳۸ |
| چاه رئیس         | ۳۲°۲۲′۳۵″شمالی ۵۱°۵۹′۰۹″شرقی / ۳۲٫۳۷۶۵°شمالی ۵۱٫۹۸۵۷°شرقی |        | ۲۹۳۹ |
| چاه رئیس         | ۳۲°۲۳′۰۶″شمالی ۵۲°۰۰′۱۸″شرقی / ۳۲٫۳۸۴۹°شمالی ۵۲٫۰۰۵۰°شرقی |        | ۲۹۴۰ |
| چاه سرخ          | ۳۲°۰۴′۱۱″شمالی ۵۲°۱۱′۲۸″شرقی / ۳۲٫۰۶۹۸°شمالی ۵۲٫۱۹۱۱°شرقی |        | ۲۹۴۱ |
| چاه سفید         | ۳۲°۰۳′۰۸″شمالی ۵۲°۰۸′۱۱″شرقی / ۳۲٫۰۵۲۳°شمالی ۵۲٫۱۳۶۴°شرقی |        | ۲۹۴۲ |
| چاه قنبر         | ۳۱°۵۹′۱۴″شمالی ۵۲°۱۵′۵۵″شرقی / ۳۱٫۹۸۷۳°شمالی ۵۲٫۲۶۵۳°شرقی |        | ۲۹۴۳ |
| چاه قنبر         | ۳۱°۵۸′۱۴″شمالی ۵۲°۱۴′۴۰″شرقی / ۳۱٫۹۷۰۶°شمالی ۵۲٫۲۴۴۵°شرقی |        | ۲۹۴۴ |
| چاه گز           | ۳۲°۱۱′۴۲″شمالی ۵۲°۲۹′۰۴″شرقی / ۳۲٫۱۹۴۹°شمالی ۵۲٫۴۸۴۵°شرقی |        | ۲۹۴۵ |
| چاه گز           | ۳۲°۱۰′۵۱″شمالی ۵۲°۳۰′۲۹″شرقی / ۳۲٫۱۸۰۸°شمالی ۵۲٫۵۰۸۰°شرقی |        | ۲۹۴۶ |
| چاه میش          | ۳۲°۰۸′۱۲″شمالی ۵۲°۰۹′۰۳″شرقی / ۳۲٫۱۳۶۶°شمالی ۵۲٫۱۵۰۹°شرقی |        | ۲۹۴۷ |
| چاه میش          | ۳۲°۰۷′۱۰″شمالی ۵۲°۰۷′۳۴″شرقی / ۳۲٫۱۱۹۵°شمالی ۵۲٫۱۲۶۱°شرقی |        | ۲۹۴۸ |
| چاه میش          | ۳۲°۰۶′۴۱″شمالی ۵۲°۰۷′۰۴″شرقی / ۳۲٫۱۱۱۵°شمالی ۵۲٫۱۱۷۹°شرقی |        | ۲۹۴۹ |
| چاه نی           | ۳۲°۰۳′۴۸″شمالی ۵۲°۰۵′۰۵″شرقی / ۳۲٫۰۶۳۳°شمالی ۵۲٫۰۸۴۷°شرقی |        | ۲۹۵۰ |
| چشمه انجیر       | ۳۲°۰۶′۴۹″شمالی ۵۲°۰۶′۳۹″شرقی / ۳۲٫۱۱۳۷°شمالی ۵۲٫۱۱۰۸°شرقی |        | ۲۹۵۱ |
| چشمه اوسور       | ۳۲°۰۰′۵۰″شمالی ۵۲°۰۱′۲۴″شرقی / ۳۲٫۰۱۳۹°شمالی ۵۲٫۰۲۳۲°شرقی |        | ۲۹۵۲ |
| چشمه ترش         | ۳۱°۳۴′۱۷″شمالی ۵۲°۵۷′۵۳″شرقی / ۳۱٫۵۷۱۵°شمالی ۵۲٫۹۶۴۶°شرقی |        | ۲۹۵۳ |
| چشمه سیب         | ۳۱°۴۹′۲۵″شمالی ۵۲°۰۷′۴۵″شرقی / ۳۱٫۸۲۳۶°شمالی ۵۲٫۱۲۹۲°شرقی |        | ۲۹۵۴ |
| چشمه سیب         | ۳۱°۴۹′۳۷″شمالی ۵۲°۰۷′۱۶″شرقی / ۳۱٫۸۲۶۹°شمالی ۵۲٫۱۲۱۲°شرقی |        | ۲۹۵۵ |
| چشمه کوری        | ۳۲°۰۶′۰۴″شمالی ۵۲°۰۷′۳۵″شرقی / ۳۲٫۱۰۱۲°شمالی ۵۲٫۱۲۶۵°شرقی |        | ۲۹۵۶ |
| چشمه کوری        | ۳۲°۰۶′۱۰″شمالی ۵۲°۰۶′۴۴″شرقی / ۳۲٫۱۰۲۷°شمالی ۵۲٫۱۱۲۱°شرقی |        | ۲۹۵۷ |
| چغتو             | ۳۲°۰۲′۴۶″شمالی ۵۲°۰۳′۵۴″شرقی / ۳۲٫۰۴۶۱°شمالی ۵۲٫۰۶۴۹°شرقی |        | ۲۹۵۸ |
| چغتو             | ۳۲°۰۳′۱۴″شمالی ۵۲°۰۳′۵۰″شرقی / ۳۲٫۰۵۳۸°شمالی ۵۲٫۰۶۳۸°شرقی |        | ۲۹۵۹ |
| چقاتو            | ۳۲°۰۳′۳۹″شمالی ۵۲°۰۳′۳۹″شرقی / ۳۲٫۰۶۰۸°شمالی ۵۲٫۰۶۰۹°شرقی |        | ۲۹۶۰ |
| چکو              | ۳۱°۵۴′۵۲″شمالی ۵۲°۱۱′۰۲″شرقی / ۳۱٫۹۱۴۴°شمالی ۵۲٫۱۸۴۰°شرقی |        | ۲۹۶۱ |
| چهارباغی         | ۳۲°۱۵′۲۰″شمالی ۵۲°۲۳′۱۱″شرقی / ۳۲٫۲۵۵۶°شمالی ۵۲٫۳۸۶۴°شرقی |        | ۲۹۶۲ |
| چهارباغی         | ۳۲°۰۷′۲۱″شمالی ۵۲°۱۷′۰۱″شرقی / ۳۲٫۱۲۲۶°شمالی ۵۲٫۲۸۳۶°شرقی |        | ۲۹۶۳ |
| چهارتایی         | ۳۲°۰۰′۲۱″شمالی ۵۲°۱۷′۰۰″شرقی / ۳۲٫۰۰۵۹°شمالی ۵۲٫۲۸۳۲°شرقی |        | ۲۹۶۴ |
| چهل دختر         | ۳۲°۲۲′۵۳″شمالی ۵۲°۰۸′۲۶″شرقی / ۳۲٫۳۸۱۳°شمالی ۵۲٫۱۴۰۵°شرقی |        | ۲۹۶۵ |
| حمامی            | ۳۱°۵۷′۱۳″شمالی ۵۲°۱۸′۲۱″شرقی / ۳۱٫۹۵۳۶°شمالی ۵۲٫۳۰۵۹°شرقی |        | ۲۹۶۶ |
| حموم             | ۳۲°۴۱′۵۶″شمالی ۵۱°۴۹′۰۵″شرقی / ۳۲٫۶۹۹۰°شمالی ۵۱٫۸۱۸۰°شرقی |        | ۲۹۶۷ |
| حوض              | ۳۱°۵۲′۴۷″شمالی ۵۲°۱۱′۱۷″شرقی / ۳۱٫۸۷۹۶°شمالی ۵۲٫۱۸۸۱°شرقی |        | ۲۹۶۸ |
| حوض              | ۳۱°۵۲′۰۴″شمالی ۵۲°۱۱′۴۱″شرقی / ۳۱٫۸۶۷۷°شمالی ۵۲٫۱۹۴۶°شرقی |        | ۲۹۶۹ |
| حیز              | ۳۲°۰۳′۱۲″شمالی ۵۲°۰۱′۲۹″شرقی / ۳۲٫۰۵۳۲°شمالی ۵۲٫۰۲۴۶°شرقی |        | ۲۹۷۰ |
| خاک تنور         | ۳۲°۵۳′۵۱″شمالی ۵۲°۱۵′۲۵″شرقی / ۳۲٫۸۹۷۶°شمالی ۵۲٫۲۵۶۹°شرقی |        | ۲۹۷۱ |
| خاک سبزی         | ۳۱°۵۶′۳۲″شمالی ۵۲°۰۶′۰۷″شرقی / ۳۱٫۹۴۲۱°شمالی ۵۲٫۱۰۱۹°شرقی |        | ۲۹۷۲ |
| خال سفید         | ۳۱°۵۶′۱۹″شمالی ۵۲°۰۸′۱۸″شرقی / ۳۱٫۹۳۸۵°شمالی ۵۲٫۱۳۸۳°شرقی |        | ۲۹۷۳ |
| خالهای چاه کلنگ  | ۳۲°۵۶′۱۰″شمالی ۵۲°۰۱′۰۸″شرقی / ۳۲٫۹۳۶۱°شمالی ۵۲٫۰۱۹۰°شرقی |        | ۲۹۷۴ |
| خرگوشی           | ۳۲°۲۷′۳۸″شمالی ۵۱°۴۷′۰۲″شرقی / ۳۲٫۴۶۰۶°شمالی ۵۱٫۷۸۳۹°شرقی |        | ۲۹۷۵ |
| خرون             | ۳۲°۵۵′۴۵″شمالی ۵۲°۱۳′۲۷″شرقی / ۳۲٫۹۲۹۳°شمالی ۵۲٫۲۲۴۳°شرقی |        | ۲۹۷۶ |
| دراشکفت          | ۳۱°۴۷′۴۲″شمالی ۵۲°۰۷′۱۲″شرقی / ۳۱٫۷۹۵۱°شمالی ۵۲٫۱۲۰۱°شرقی |        | ۲۹۷۷ |
| درتنور           | ۳۱°۵۴′۱۷″شمالی ۵۲°۰۴′۳۴″شرقی / ۳۱٫۹۰۴۶°شمالی ۵۲٫۰۷۶۱°شرقی |        | ۲۹۷۸ |
| درچاه            | ۳۱°۵۵′۳۰″شمالی ۵۱°۵۸′۱۲″شرقی / ۳۱٫۹۲۵۰°شمالی ۵۱٫۹۷۰۰°شرقی |        | ۲۹۷۹ |
| درشت             | ۳۲°۴۳′۴۴″شمالی ۵۲°۴۷′۰۱″شرقی / ۳۲٫۷۲۸۹°شمالی ۵۲٫۷۸۳۶°شرقی |        | ۲۹۸۰ |
| دره زردآب        | ۳۲°۰۰′۱۸″شمالی ۵۱°۵۸′۳۱″شرقی / ۳۲٫۰۰۵۱°شمالی ۵۱٫۹۷۵۳°شرقی |        | ۲۹۸۱ |
| دزقلاع           | ۳۲°۴۹′۰۸″شمالی ۵۲°۲۹′۱۰″شرقی / ۳۲٫۸۱۸۸°شمالی ۵۲٫۴۸۶۲°شرقی |        | ۲۹۸۲ |
| دستک چاه حاجی    | ۳۲°۰۸′۰۴″شمالی ۵۲°۳۳′۵۱″شرقی / ۳۲٫۱۳۴۴°شمالی ۵۲٫۵۶۴۳°شرقی |        | ۲۹۸۳ |
| دستک زردی        | ۳۱°۵۰′۲۲″شمالی ۵۲°۰۶′۱۱″شرقی / ۳۱٫۸۳۹۵°شمالی ۵۲٫۱۰۳۰°شرقی |        | ۲۹۸۴ |
| دم تیر           | ۳۲°۱۷′۳۰″شمالی ۵۱°۵۸′۴۶″شرقی / ۳۲٫۲۹۱۷°شمالی ۵۱٫۹۷۹۵°شرقی |        | ۲۹۸۵ |
| دماغه اوشور      | ۳۲°۰۴′۱۰″شمالی ۵۲°۰۰′۱۵″شرقی / ۳۲٫۰۶۹۵°شمالی ۵۲٫۰۰۴۲°شرقی |        | ۲۹۸۶ |
| دماغه جلوگیر     | ۳۲°۵۶′۳۰″شمالی ۵۲°۰۵′۵۷″شرقی / ۳۲٫۹۴۱۸°شمالی ۵۲٫۰۹۹۳°شرقی |        | ۲۹۸۷ |
| دماغه میلا       | ۳۲°۵۶′۱۷″شمالی ۵۲°۰۵′۳۹″شرقی / ۳۲٫۹۳۸۰°شمالی ۵۲٫۰۹۴۱°شرقی |        | ۲۹۸۸ |
| دملا             | ۳۱°۵۱′۲۲″شمالی ۵۲°۰۱′۱۷″شرقی / ۳۱٫۸۵۶۰°شمالی ۵۲٫۰۲۱۳°شرقی |        | ۲۹۸۹ |
| دنبلو            | ۳۲°۰۸′۵۲″شمالی ۵۲°۱۸′۰۰″شرقی / ۳۲٫۱۴۷۷°شمالی ۵۲٫۳۰۰۰°شرقی |        | ۲۹۹۰ |
| دنبه             | ۳۲°۱۳′۱۵″شمالی ۵۲°۱۹′۰۳″شرقی / ۳۲٫۲۲۰۷°شمالی ۵۲٫۳۱۷۶°شرقی |        | ۲۹۹۱ |
| دهنه مصری        | ۳۲°۵۶′۳۵″شمالی ۵۲°۰۵′۳۷″شرقی / ۳۲٫۹۴۳۱°شمالی ۵۲٫۰۹۳۵°شرقی |        | ۲۹۹۲ |
| دهنه ملهدون      | ۳۲°۳۷′۰۴″شمالی ۵۲°۴۰′۴۲″شرقی / ۳۲٫۶۱۷۷°شمالی ۵۲٫۶۷۸۲°شرقی |        | ۲۹۹۳ |
| دوتوربند         | ۳۱°۵۹′۵۲″شمالی ۵۲°۲۰′۲۴″شرقی / ۳۱٫۹۹۷۸°شمالی ۵۲٫۳۳۹۹°شرقی |        | ۲۹۹۴ |
| دوشاخ            | ۳۲°۲۶′۳۲″شمالی ۵۱°۴۴′۳۶″شرقی / ۳۲٫۴۴۲۳°شمالی ۵۱٫۷۴۳۴°شرقی |        | ۲۹۹۵ |
| دوشاخ            | ۳۲°۰۱′۱۷″شمالی ۵۲°۱۸′۲۲″شرقی / ۳۲٫۰۲۱۵°شمالی ۵۲٫۳۰۶۰°شرقی |        | ۲۹۹۶ |
| دوشاخ            | ۳۱°۵۵′۲۴″شمالی ۵۲°۰۹′۱۸″شرقی / ۳۱٫۹۲۳۲°شمالی ۵۲٫۱۵۴۹°شرقی |        | ۲۹۹۷ |
| دوقلی            | ۳۲°۴۷′۱۵″شمالی ۵۲°۲۸′۴۸″شرقی / ۳۲٫۷۸۷۶°شمالی ۵۲٫۴۸۰۰°شرقی |        | ۲۹۹۸ |
| دولنبر           | ۳۲°۰۲′۵۸″شمالی ۵۱°۵۹′۳۴″شرقی / ۳۲٫۰۴۹۵°شمالی ۵۱٫۹۹۲۸°شرقی |        | ۲۹۹۹ |
| دولنبر           | ۳۲°۰۲′۱۶″شمالی ۵۲°۰۰′۱۷″شرقی / ۳۲٫۰۳۷۹°شمالی ۵۲٫۰۰۴۷°شرقی |        | ۳۰۰۰ |
| دیپ سلون         | ۳۲°۳۲′۵۶″شمالی ۵۱°۴۸′۳۹″شرقی / ۳۲٫۵۴۸۹°شمالی ۵۱٫۸۱۰۹°شرقی |        | ۳۰۰۱ |
| رحمت آباد        | ۳۲°۲۳′۲۴″شمالی ۵۲°۰۴′۰۱″شرقی / ۳۲٫۳۸۹۹°شمالی ۵۲٫۰۶۷۰°شرقی |        | ۳۰۰۲ |
| رگ سفید          | ۳۲°۰۹′۱۳″شمالی ۵۲°۰۷′۴۱″شرقی / ۳۲٫۱۵۳۷°شمالی ۵۲٫۱۲۸۰°شرقی |        | ۳۰۰۳ |
| روند             | ۳۲°۰۰′۴۶″شمالی ۵۲°۲۲′۴۴″شرقی / ۳۲٫۰۱۲۷°شمالی ۵۲٫۳۷۸۸°شرقی |        | ۳۰۰۴ |
| روند             | ۳۲°۰۱′۵۲″شمالی ۵۲°۲۱′۵۴″شرقی / ۳۲٫۰۳۱۱°شمالی ۵۲٫۳۶۵۰°شرقی |        | ۳۰۰۵ |
| ریزآب            | ۳۲°۳۹′۵۰″شمالی ۵۲°۴۹′۳۱″شرقی / ۳۲٫۶۶۳۹°شمالی ۵۲٫۸۲۵۳°شرقی |        | ۳۰۰۶ |
| زبره             | ۳۲°۳۹′۴۶″شمالی ۵۲°۴۱′۴۵″شرقی / ۳۲٫۶۶۲۹°شمالی ۵۲٫۶۹۵۸°شرقی |        | ۳۰۰۷ |
| زرد              | ۳۲°۱۱′۵۲″شمالی ۵۲°۲۸′۲۴″شرقی / ۳۲٫۱۹۷۷°شمالی ۵۲٫۴۷۳۲°شرقی |        | ۳۰۰۸ |
| زرد              | ۳۲°۵۴′۴۰″شمالی ۵۲°۱۸′۰۸″شرقی / ۳۲٫۹۱۱۱°شمالی ۵۲٫۳۰۲۱°شرقی |        | ۳۰۰۹ |
| زرد              | ۳۱°۵۰′۴۵″شمالی ۵۲°۱۴′۰۶″شرقی / ۳۱٫۸۴۵۸°شمالی ۵۲٫۲۳۵۰°شرقی |        | ۳۰۱۰ |
| زردباغ           | ۳۲°۱۰′۲۳″شمالی ۵۲°۲۸′۴۳″شرقی / ۳۲٫۱۷۳۱°شمالی ۵۲٫۴۷۸۶°شرقی |        | ۳۰۱۱ |
| زردپشت انبار     | ۳۱°۴۸′۴۸″شمالی ۵۲°۲۰′۳۳″شرقی / ۳۱٫۸۱۳۲°شمالی ۵۲٫۳۴۲۴°شرقی |        | ۳۰۱۲ |
| زردچاه جمال      | ۳۱°۳۹′۰۳″شمالی ۵۲°۳۰′۴۰″شرقی / ۳۱٫۶۵۰۹°شمالی ۵۲٫۵۱۱۲°شرقی |        | ۳۰۱۳ |
| زردچاه میر       | ۳۱°۳۱′۱۸″شمالی ۵۲°۳۳′۱۴″شرقی / ۳۱٫۵۲۱۶°شمالی ۵۲٫۵۵۳۹°شرقی |        | ۳۰۱۴ |
| زردسربند         | ۳۱°۴۲′۳۱″شمالی ۵۲°۲۷′۴۷″شرقی / ۳۱٫۷۰۸۵°شمالی ۵۲٫۴۶۳۰°شرقی |        | ۳۰۱۵ |
| زرده             | ۳۳°۰۰′۳۳″شمالی ۵۲°۱۸′۵۲″شرقی / ۳۳٫۰۰۹۲°شمالی ۵۲٫۳۱۴۵°شرقی |        | ۳۰۱۶ |
| زشتی             | ۳۲°۰۸′۲۲″شمالی ۵۲°۳۱′۰۰″شرقی / ۳۲٫۱۳۹۴°شمالی ۵۲٫۵۱۶۸°شرقی |        | ۳۰۱۷ |
| زندان            | ۳۱°۴۰′۲۸″شمالی ۵۲°۱۲′۱۹″شرقی / ۳۱٫۶۷۴۴°شمالی ۵۲٫۲۰۵۴°شرقی |        | ۳۰۱۸ |
| زنگی             | ۳۲°۰۷′۵۰″شمالی ۵۲°۱۸′۵۸″شرقی / ۳۲٫۱۳۰۶°شمالی ۵۲٫۳۱۶۱°شرقی |        | ۳۰۱۹ |
| زنگی             | ۳۱°۳۸′۲۷″شمالی ۵۲°۱۶′۴۵″شرقی / ۳۱٫۶۴۰۸°شمالی ۵۲٫۲۷۹۱°شرقی |        | ۳۰۲۰ |
| زوراق            | ۳۲°۴۱′۲۹″شمالی ۵۲°۴۶′۰۶″شرقی / ۳۲٫۶۹۱۴°شمالی ۵۲٫۷۶۸۲°شرقی |        | ۳۰۲۱ |
| زیرکچو           | ۳۲°۵۶′۵۸″شمالی ۵۲°۲۱′۳۴″شرقی / ۳۲٫۹۴۹۴°شمالی ۵۲٫۳۵۹۵°شرقی |        | ۳۰۲۲ |
| سراچی            | ۳۲°۲۱′۳۰″شمالی ۵۲°۰۷′۳۵″شرقی / ۳۲٫۳۵۸۳°شمالی ۵۲٫۱۲۶۵°شرقی |        | ۳۰۲۳ |
| سرخ              | ۳۱°۴۴′۵۳″شمالی ۵۲°۰۹′۰۸″شرقی / ۳۱٫۷۴۸۰°شمالی ۵۲٫۱۵۲۳°شرقی |        | ۳۰۲۴ |
| سرخ              | ۳۱°۴۵′۱۵″شمالی ۵۲°۰۸′۵۲″شرقی / ۳۱٫۷۵۴۳°شمالی ۵۲٫۱۴۷۸°شرقی |        | ۳۰۲۵ |
| سرخ او           | ۳۱°۴۳′۳۳″شمالی ۵۲°۱۶′۳۴″شرقی / ۳۱٫۷۲۵۸°شمالی ۵۲٫۲۷۶۲°شرقی |        | ۳۰۲۶ |
| سرخه             | ۳۲°۵۴′۱۹″شمالی ۵۲°۱۱′۱۱″شرقی / ۳۲٫۹۰۵۲°شمالی ۵۲٫۱۸۶۴°شرقی |        | ۳۰۲۷ |
| سرخی             | ۳۲°۲۲′۳۲″شمالی ۵۲°۰۸′۰۵″شرقی / ۳۲٫۳۷۵۶°شمالی ۵۲٫۱۳۴۸°شرقی |        | ۳۰۲۸ |
| سره              | ۳۱°۵۱′۲۹″شمالی ۵۲°۰۱′۵۸″شرقی / ۳۱٫۸۵۸۰°شمالی ۵۲٫۰۳۲۹°شرقی |        | ۳۰۲۹ |
| سفید             | ۳۲°۰۸′۱۱″شمالی ۵۲°۲۸′۵۳″شرقی / ۳۲٫۱۳۶۵°شمالی ۵۲٫۴۸۱۳°شرقی |        | ۳۰۳۰ |
| سفید             | ۳۲°۴۸′۵۸″شمالی ۵۲°۳۵′۰۶″شرقی / ۳۲٫۸۱۶۱°شمالی ۵۲٫۵۸۵۱°شرقی |        | ۳۰۳۱ |
| سفیدی            | ۳۲°۰۳′۴۲″شمالی ۵۲°۰۰′۰۳″شرقی / ۳۲٫۰۶۱۸°شمالی ۵۲٫۰۰۰۸°شرقی |        | ۳۰۳۲ |
| سلمان            | ۳۲°۳۸′۴۱″شمالی ۵۱°۵۰′۵۴″شرقی / ۳۲٫۶۴۴۶°شمالی ۵۱٫۸۴۸۴°شرقی |        | ۳۰۳۳ |
| سم کوه           | ۳۲°۳۸′۲۳″شمالی ۵۲°۴۹′۲۵″شرقی / ۳۲٫۶۳۹۷°شمالی ۵۲٫۸۲۳۷°شرقی |        | ۳۰۳۴ |
| سنگ آب مسی       | ۳۲°۰۴′۰۹″شمالی ۵۲°۰۶′۴۱″شرقی / ۳۲٫۰۶۹۳°شمالی ۵۲٫۱۱۱۴°شرقی |        | ۳۰۳۵ |
| سنگ‌تراشی         | ۳۲°۰۹′۲۷″شمالی ۵۲°۳۳′۲۹″شرقی / ۳۲٫۱۵۷۶°شمالی ۵۲٫۵۵۸۱°شرقی |        | ۳۰۳۶ |
| سنگ زبر          | ۳۲°۴۹′۳۹″شمالی ۵۲°۳۹′۱۳″شرقی / ۳۲٫۸۲۷۴°شمالی ۵۲٫۶۵۳۵°شرقی |        | ۳۰۳۷ |
| سنگ سابی         | ۳۱°۵۱′۱۱″شمالی ۵۲°۰۵′۳۳″شرقی / ۳۱٫۸۵۳۱°شمالی ۵۲٫۰۹۲۶°شرقی |        | ۳۰۳۸ |
| سنگ کولی         | ۳۱°۳۹′۰۵″شمالی ۵۲°۲۰′۲۲″شرقی / ۳۱٫۶۵۱۴°شمالی ۵۲٫۳۳۹۵°شرقی |        | ۳۰۳۹ |
| سه دره           | ۳۱°۵۶′۵۶″شمالی ۵۲°۰۱′۳۴″شرقی / ۳۱٫۹۴۹۰°شمالی ۵۲٫۰۲۶۰°شرقی |        | ۳۰۴۰ |
| سه گنبه ای       | ۳۲°۵۲′۱۶″شمالی ۵۲°۳۰′۰۳″شرقی / ۳۲٫۸۷۱۲°شمالی ۵۲٫۵۰۰۹°شرقی |        | ۳۰۴۱ |
| سودربزرگ         | ۳۲°۲۷′۱۳″شمالی ۵۱°۵۷′۴۰″شرقی / ۳۲٫۴۵۳۷°شمالی ۵۱٫۹۶۱۱°شرقی |        | ۳۰۴۲ |
| سودرکوچک         | ۳۲°۲۶′۵۸″شمالی ۵۱°۵۹′۱۸″شرقی / ۳۲٫۴۴۹۴°شمالی ۵۱٫۹۸۸۴°شرقی |        | ۳۰۴۳ |
| سوری             | ۳۲°۴۷′۰۹″شمالی ۵۲°۳۷′۱۰″شرقی / ۳۲٫۷۸۵۸°شمالی ۵۲٫۶۱۹۴°شرقی |        | ۳۰۴۴ |
| سیاه             | ۳۲°۰۰′۴۱″شمالی ۵۱°۵۹′۳۲″شرقی / ۳۲٫۰۱۱۴°شمالی ۵۱٫۹۹۲۱°شرقی |        | ۳۰۴۵ |
| سیاه             | ۳۲°۵۰′۰۳″شمالی ۵۲°۲۵′۰۱″شرقی / ۳۲٫۸۳۴۱°شمالی ۵۲٫۴۱۷۰°شرقی |        | ۳۰۴۶ |
| سیاه             | ۳۲°۰۰′۳۶″شمالی ۵۲°۰۰′۱۹″شرقی / ۳۲٫۰۱۰۰°شمالی ۵۲٫۰۰۵۲°شرقی |        | ۳۰۴۷ |
| سیاه             | ۳۱°۵۳′۱۰″شمالی ۵۲°۰۹′۰۴″شرقی / ۳۱٫۸۸۶۲°شمالی ۵۲٫۱۵۱۱°شرقی |        | ۳۰۴۸ |
| سیاه             | ۳۲°۱۸′۲۳″شمالی ۵۲°۵۴′۱۵″شرقی / ۳۲٫۳۰۶۴°شمالی ۵۲٫۹۰۴۲°شرقی |        | ۳۰۴۹ |
| سیاه اسنا        | ۳۲°۰۰′۳۹″شمالی ۵۲°۰۴′۳۹″شرقی / ۳۲٫۰۱۰۷°شمالی ۵۲٫۰۷۷۶°شرقی |        | ۳۰۵۰ |
| سیاه کوه رامشه   | ۳۱°۴۵′۲۶″شمالی ۵۲°۲۱′۳۵″شرقی / ۳۱٫۷۵۷۱°شمالی ۵۲٫۳۵۹۷°شرقی |        | ۳۰۵۱ |
| سیاه کوه رامشه   | ۳۱°۴۴′۴۰″شمالی ۵۲°۲۴′۰۸″شرقی / ۳۱٫۷۴۴۵°شمالی ۵۲٫۴۰۲۳°شرقی |        | ۳۰۵۲ |
| سیاه کوه رامشه   | ۳۱°۴۴′۱۹″شمالی ۵۲°۱۹′۳۷″شرقی / ۳۱٫۷۳۸۷°شمالی ۵۲٫۳۲۷۰°شرقی |        | ۳۰۵۳ |
| سیاه کوه کوهان   | ۳۲°۳۷′۰۳″شمالی ۵۲°۴۲′۱۷″شرقی / ۳۲٫۶۱۷۴°شمالی ۵۲٫۷۰۴۷°شرقی |        | ۳۰۵۴ |
| سیدچا            | ۳۲°۰۲′۰۷″شمالی ۵۲°۰۳′۰۷″شرقی / ۳۲٫۰۳۵۴°شمالی ۵۲٫۰۵۱۹°شرقی |        | ۳۰۵۵ |
| سیدمحمد          | ۳۲°۴۳′۵۶″شمالی ۵۱°۳۲′۳۰″شرقی / ۳۲٫۷۳۲۲°شمالی ۵۱٫۵۴۱۶°شرقی |        | ۳۰۵۶ |
| سیل‌بند           | ۳۱°۴۶′۵۷″شمالی ۵۲°۰۹′۱۳″شرقی / ۳۱٫۷۸۲۴°شمالی ۵۲٫۱۵۳۶°شرقی |        | ۳۰۵۷ |
| شاه قندآب        | ۳۱°۴۶′۳۶″شمالی ۵۲°۱۲′۵۶″شرقی / ۳۱٫۷۷۶۷°شمالی ۵۲٫۲۱۵۶°شرقی |        | ۳۰۵۸ |
| شاه کوه          | ۳۲°۴۹′۲۵″شمالی ۵۲°۳۰′۵۵″شرقی / ۳۲٫۸۲۳۷°شمالی ۵۲٫۵۱۵۳°شرقی |        | ۳۰۵۹ |
| شاهکوه           | ۳۲°۲۶′۰۴″شمالی ۵۱°۵۲′۳۵″شرقی / ۳۲٫۴۳۴۴°شمالی ۵۱٫۸۷۶۳°شرقی |        | ۳۰۶۰ |
| شاهکوه           | ۳۲°۲۶′۳۱″شمالی ۵۱°۵۲′۰۳″شرقی / ۳۲٫۴۴۱۹°شمالی ۵۱٫۸۶۷۶°شرقی |        | ۳۰۶۱ |
| شتر              | ۳۲°۲۸′۰۰″شمالی ۵۱°۴۵′۱۵″شرقی / ۳۲٫۴۶۶۷°شمالی ۵۱٫۷۵۴۱°شرقی |        | ۳۰۶۲ |
| شترخواب          | ۳۲°۲۰′۴۵″شمالی ۵۱°۵۵′۳۹″شرقی / ۳۲٫۳۴۵۹°شمالی ۵۱٫۹۲۷۴°شرقی |        | ۳۰۶۳ |
| شتری             | ۳۲°۲۷′۴۷″شمالی ۵۱°۴۵′۴۷″شرقی / ۳۲٫۴۶۳۰°شمالی ۵۱٫۷۶۳۰°شرقی |        | ۳۰۶۴ |
| شده              | ۳۲°۵۰′۵۲″شمالی ۵۲°۲۲′۰۴″شرقی / ۳۲٫۸۴۷۸°شمالی ۵۲٫۳۶۷۸°شرقی |        | ۳۰۶۵ |
| شش بلوکی         | ۳۲°۰۰′۴۸″شمالی ۵۲°۰۶′۲۷″شرقی / ۳۲٫۰۱۳۲°شمالی ۵۲٫۱۰۷۴°شرقی |        | ۳۰۶۶ |
| شغال             | ۳۲°۲۳′۴۶″شمالی ۵۳°۰۳′۰۵″شرقی / ۳۲٫۳۹۶۱°شمالی ۵۳٫۰۵۱۳°شرقی |        | ۳۰۶۷ |
| شغالی            | ۳۲°۲۸′۰۶″شمالی ۵۱°۴۷′۲۲″شرقی / ۳۲٫۴۶۸۴°شمالی ۵۱٫۷۸۹۴°شرقی |        | ۳۰۶۸ |
| شکم بزرگ         | ۳۲°۲۴′۰۴″شمالی ۵۲°۰۰′۴۰″شرقی / ۳۲٫۴۰۱۰°شمالی ۵۲٫۰۱۱۰°شرقی |        | ۳۰۶۹ |
| شمس              | ۳۲°۲۴′۰۷″شمالی ۵۲°۰۱′۵۷″شرقی / ۳۲٫۴۰۲۰°شمالی ۵۲٫۰۳۲۶°شرقی |        | ۳۰۷۰ |
| شیدون            | ۳۲°۲۴′۴۵″شمالی ۵۱°۵۶′۵۱″شرقی / ۳۲٫۴۱۲۴°شمالی ۵۱٫۹۴۷۴°شرقی |        | ۳۰۷۱ |
| شیرازکوه         | ۳۲°۲۹′۰۹″شمالی ۵۳°۰۱′۱۸″شرقی / ۳۲٫۴۸۵۹°شمالی ۵۳٫۰۲۱۷°شرقی |        | ۳۰۷۲ |
| صالحی            | ۳۳°۰۰′۳۶″شمالی ۵۲°۱۶′۱۴″شرقی / ۳۳٫۰۰۹۹°شمالی ۵۲٫۲۷۰۵°شرقی |        | ۳۰۷۳ |
| صفه              | ۳۲°۳۴′۵۸″شمالی ۵۱°۳۸′۳۵″شرقی / ۳۲٫۵۸۲۹°شمالی ۵۱٫۶۴۳۰°شرقی |        | ۳۰۷۴ |
| عباسی            | ۳۲°۱۵′۱۷″شمالی ۵۲°۲۱′۰۴″شرقی / ۳۲٫۲۵۴۷°شمالی ۵۲٫۳۵۱۱°شرقی |        | ۳۰۷۵ |
| عبدی             | ۳۱°۵۱′۵۹″شمالی ۵۲°۰۷′۵۹″شرقی / ۳۱٫۸۶۶۴°شمالی ۵۲٫۱۳۳۱°شرقی |        | ۳۰۷۶ |
| علی کچل          | ۳۱°۵۴′۵۴″شمالی ۵۲°۰۵′۱۵″شرقی / ۳۱٫۹۱۵۱°شمالی ۵۲٫۰۸۷۵°شرقی |        | ۳۰۷۷ |
| عمامه            | ۳۱°۵۴′۱۹″شمالی ۵۲°۰۶′۳۶″شرقی / ۳۱٫۹۰۵۲°شمالی ۵۲٫۱۰۹۹°شرقی |        | ۳۰۷۸ |
| عموخورشید        | ۳۱°۵۷′۱۷″شمالی ۵۲°۰۲′۵۵″شرقی / ۳۱٫۹۵۴۷°شمالی ۵۲٫۰۴۸۵°شرقی |        | ۳۰۷۹ |
| غریب شی          | ۳۲°۰۲′۱۸″شمالی ۵۲°۰۱′۴۴″شرقی / ۳۲٫۰۳۸۳°شمالی ۵۲٫۰۲۸۸°شرقی |        | ۳۰۸۰ |
| فیروز            | ۳۲°۱۱′۱۸″شمالی ۵۲°۱۳′۵۲″شرقی / ۳۲٫۱۸۸۳°شمالی ۵۲٫۲۳۱۲°شرقی |        | ۳۰۸۱ |
| قاچ سرخ          | ۳۲°۱۰′۲۴″شمالی ۵۲°۱۲′۴۱″شرقی / ۳۲٫۱۷۳۴°شمالی ۵۲٫۲۱۱۳°شرقی |        | ۳۰۸۲ |
| قاشقی            | ۳۲°۰۰′۵۰″شمالی ۵۲°۱۲′۰۵″شرقی / ۳۲٫۰۱۴۰°شمالی ۵۲٫۲۰۱۴°شرقی |        | ۳۰۸۳ |
| قاضی             | ۳۱°۴۲′۲۴″شمالی ۵۲°۲۳′۴۶″شرقی / ۳۱٫۷۰۶۸°شمالی ۵۲٫۳۹۶۱°شرقی |        | ۳۰۸۴ |
| قزلباش           | ۳۲°۳۵′۴۷″شمالی ۵۱°۴۷′۵۶″شرقی / ۳۲٫۵۹۶۴°شمالی ۵۱٫۷۹۹۰°شرقی |        | ۳۰۸۵ |
| قلات             | ۳۱°۴۵′۱۶″شمالی ۵۲°۱۵′۵۱″شرقی / ۳۱٫۷۵۴۴°شمالی ۵۲٫۲۶۴۲°شرقی |        | ۳۰۸۶ |
| قلات آب آسمانی   | ۳۱°۵۱′۴۰″شمالی ۵۲°۰۲′۳۷″شرقی / ۳۱٫۸۶۱۰°شمالی ۵۲٫۰۴۳۶°شرقی |        | ۳۰۸۷ |
| قلات چشمه اشکی   | ۳۱°۴۸′۳۸″شمالی ۵۲°۰۶′۱۸″شرقی / ۳۱٫۸۱۰۶°شمالی ۵۲٫۱۰۵۱°شرقی |        | ۳۰۸۸ |
| قلات زرد         | ۳۲°۵۲′۰۲″شمالی ۵۲°۲۳′۲۱″شرقی / ۳۲٫۸۶۷۱°شمالی ۵۲٫۳۸۹۲°شرقی |        | ۳۰۸۹ |
| قلات کشت بسته    | ۳۲°۵۰′۴۳″شمالی ۵۲°۲۳′۰۹″شرقی / ۳۲٫۸۴۵۳°شمالی ۵۲٫۳۸۵۹°شرقی |        | ۳۰۹۰ |
| قلات کنگری       | ۳۱°۵۵′۴۵″شمالی ۵۲°۰۰′۱۵″شرقی / ۳۱٫۹۲۹۳°شمالی ۵۲٫۰۰۴۲°شرقی |        | ۳۰۹۱ |
| قلعه             | ۳۲°۳۹′۴۵″شمالی ۵۲°۴۰′۴۷″شرقی / ۳۲٫۶۶۲۴°شمالی ۵۲٫۶۷۹۷°شرقی |        | ۳۰۹۲ |
| قلعه زینل        | ۳۲°۳۶′۳۹″شمالی ۵۱°۴۹′۳۰″شرقی / ۳۲٫۶۱۰۸°شمالی ۵۱٫۸۲۴۹°شرقی |        | ۳۰۹۳ |
| قلعه میرحیدر     | ۳۲°۰۶′۴۱″شمالی ۵۲°۱۴′۱۶″شرقی / ۳۲٫۱۱۱۳°شمالی ۵۲٫۲۳۷۸°شرقی |        | ۳۰۹۴ |
| قلعه میرحیدر     | ۳۲°۰۵′۵۱″شمالی ۵۲°۱۵′۳۲″شرقی / ۳۲٫۰۹۷۴°شمالی ۵۲٫۲۵۹۰°شرقی |        | ۳۰۹۵ |
| قله خورشید       | ۳۲°۱۰′۴۹″شمالی ۵۲°۱۳′۴۶″شرقی / ۳۲٫۱۸۰۲°شمالی ۵۲٫۲۲۹۵°شرقی |        | ۳۰۹۶ |
| قله گر           | ۳۲°۵۱′۴۹″شمالی ۵۲°۲۷′۰۳″شرقی / ۳۲٫۸۶۳۵°شمالی ۵۲٫۴۵۰۸°شرقی |        | ۳۰۹۷ |
| قلیونی           | ۳۲°۴۹′۰۹″شمالی ۵۲°۳۶′۴۸″شرقی / ۳۲٫۸۱۹۲°شمالی ۵۲٫۶۱۳۳°شرقی |        | ۳۰۹۸ |
| کاریژه           | ۳۲°۴۹′۰۸″شمالی ۵۲°۲۶′۰۵″شرقی / ۳۲٫۸۱۸۹°شمالی ۵۲٫۴۳۴۸°شرقی |        | ۳۰۹۹ |
| کال گریی         | ۳۱°۵۵′۴۲″شمالی ۵۲°۱۸′۳۹″شرقی / ۳۱٫۹۲۸۴°شمالی ۵۲٫۳۱۰۷°شرقی |        | ۳۱۰۰ |
| کفتاری           | ۳۲°۵۶′۳۲″شمالی ۵۲°۰۸′۲۱″شرقی / ۳۲٫۹۴۲۱°شمالی ۵۲٫۱۳۹۳°شرقی |        | ۳۱۰۱ |
| کفتاری           | ۳۲°۲۸′۰۳″شمالی ۵۱°۴۸′۳۱″شرقی / ۳۲٫۴۶۷۶°شمالی ۵۱٫۸۰۸۶°شرقی |        | ۳۱۰۲ |
| کفتاری           | ۳۱°۵۰′۴۲″شمالی ۵۲°۰۹′۴۴″شرقی / ۳۱٫۸۴۵۱°شمالی ۵۲٫۱۶۲۱°شرقی |        | ۳۱۰۳ |
| کلاغ             | ۳۲°۴۹′۳۸″شمالی ۵۲°۴۱′۲۶″شرقی / ۳۲٫۸۲۷۳°شمالی ۵۲٫۶۹۰۶°شرقی |        | ۳۱۰۴ |
| کلاه بسر         | ۳۲°۵۸′۵۸″شمالی ۵۲°۱۷′۵۲″شرقی / ۳۲٫۹۸۲۷°شمالی ۵۲٫۲۹۷۸°شرقی |        | ۳۱۰۵ |
| کلاه قاضی کوچک   | ۳۲°۲۲′۴۷″شمالی ۵۱°۵۲′۲۷″شرقی / ۳۲٫۳۷۹۸°شمالی ۵۱٫۸۷۴۲°شرقی |        | ۳۱۰۶ |
| کلندو            | ۳۱°۵۶′۵۵″شمالی ۵۱°۵۸′۵۴″شرقی / ۳۱٫۹۴۸۶°شمالی ۵۱٫۹۸۱۷°شرقی |        | ۳۱۰۷ |
| کلنگ             | ۳۱°۴۹′۳۶″شمالی ۵۲°۰۹′۱۷″شرقی / ۳۱٫۸۲۶۷°شمالی ۵۲٫۱۵۴۸°شرقی |        | ۳۱۰۸ |
| کله              | ۳۲°۱۱′۴۹″شمالی ۵۲°۱۲′۴۱″شرقی / ۳۲٫۱۹۷۰°شمالی ۵۲٫۲۱۱۴°شرقی |        | ۳۱۰۹ |
| کله باغوک        | ۳۱°۳۰′۴۸″شمالی ۵۲°۴۳′۳۸″شرقی / ۳۱٫۵۱۳۲°شمالی ۵۲٫۷۲۷۱°شرقی |        | ۳۱۱۰ |
| کله تنگ          | ۳۲°۰۷′۳۶″شمالی ۵۲°۳۱′۵۷″شرقی / ۳۲٫۱۲۶۸°شمالی ۵۲٫۵۳۲۶°شرقی |        | ۳۱۱۱ |
| کله فرجه         | ۳۲°۰۶′۴۵″شمالی ۵۲°۳۲′۳۸″شرقی / ۳۲٫۱۱۲۴°شمالی ۵۲٫۵۴۳۸°شرقی |        | ۳۱۱۲ |
| کله قندی         | ۳۲°۲۳′۵۵″شمالی ۵۱°۵۸′۵۳″شرقی / ۳۲٫۳۹۸۶°شمالی ۵۱٫۹۸۱۳°شرقی |        | ۳۱۱۳ |
| کله قندی         | ۳۲°۲۳′۲۳″شمالی ۵۲°۰۰′۰۶″شرقی / ۳۲٫۳۸۹۸°شمالی ۵۲٫۰۰۱۷°شرقی |        | ۳۱۱۴ |
| کله قندی         | ۳۲°۵۶′۳۲″شمالی ۵۲°۰۳′۱۸″شرقی / ۳۲٫۹۴۲۳°شمالی ۵۲٫۰۵۴۹°شرقی |        | ۳۱۱۵ |
| کلیان            | ۳۲°۵۲′۳۸″شمالی ۵۲°۳۴′۵۵″شرقی / ۳۲٫۸۷۷۳°شمالی ۵۲٫۵۸۱۹°شرقی |        | ۳۱۱۶ |
| کهنه عمر         | ۳۲°۵۷′۳۵″شمالی ۵۲°۰۵′۲۹″شرقی / ۳۲٫۹۵۹۶°شمالی ۵۲٫۰۹۱۴°شرقی |        | ۳۱۱۷ |
| کوچیکه           | ۳۲°۱۵′۲۸″شمالی ۵۲°۲۲′۴۳″شرقی / ۳۲٫۲۵۷۹°شمالی ۵۲٫۳۷۸۷°شرقی |        | ۳۱۱۸ |
| کوره             | ۳۲°۰۸′۲۴″شمالی ۵۲°۰۳′۱۵″شرقی / ۳۲٫۱۴۰۱°شمالی ۵۲٫۰۵۴۳°شرقی |        | ۳۱۱۹ |
| کوزه شکن         | ۳۲°۰۵′۴۹″شمالی ۵۲°۰۱′۲۹″شرقی / ۳۲٫۰۹۷۰°شمالی ۵۲٫۰۲۴۷°شرقی |        | ۳۱۲۰ |
| کیشهر            | ۳۲°۴۳′۱۷″شمالی ۵۲°۴۱′۰۴″شرقی / ۳۲٫۷۲۱۳°شمالی ۵۲٫۶۸۴۴°شرقی |        | ۳۱۲۱ |
| گدارانبار        | ۳۲°۱۱′۳۲″شمالی ۵۲°۲۸′۲۶″شرقی / ۳۲٫۱۹۲۳°شمالی ۵۲٫۴۷۳۸°شرقی |        | ۳۱۲۲ |
| گداردنبه         | ۳۲°۱۳′۲۲″شمالی ۵۲°۱۹′۵۴″شرقی / ۳۲٫۲۲۲۸°شمالی ۵۲٫۳۳۱۷°شرقی |        | ۳۱۲۳ |
| گر               | ۳۲°۲۱′۱۱″شمالی ۵۲°۰۶′۳۷″شرقی / ۳۲٫۳۵۳۰°شمالی ۵۲٫۱۱۰۴°شرقی |        | ۳۱۲۴ |
| گردکوهی          | ۳۲°۴۰′۳۳″شمالی ۵۲°۳۹′۳۵″شرقی / ۳۲٫۶۷۵۸°شمالی ۵۲٫۶۵۹۸°شرقی |        | ۳۱۲۵ |
| گردنه            | ۳۲°۱۴′۳۷″شمالی ۵۲°۲۴′۳۱″شرقی / ۳۲٫۲۴۳۷°شمالی ۵۲٫۴۰۸۷°شرقی |        | ۳۱۲۶ |
| گردنه            | ۳۲°۱۶′۰۹″شمالی ۵۲°۲۳′۲۹″شرقی / ۳۲٫۲۶۹۳°شمالی ۵۲٫۳۹۱۳°شرقی |        | ۳۱۲۷ |
| گردنه پشت اوسور  | ۳۲°۰۰′۳۲″شمالی ۵۲°۰۲′۱۶″شرقی / ۳۲٫۰۰۸۸°شمالی ۵۲٫۰۳۷۹°شرقی |        | ۳۱۲۸ |
| گردنه سه گلا     | ۳۲°۱۲′۵۵″شمالی ۵۲°۱۸′۲۸″شرقی / ۳۲٫۲۱۵۲°شمالی ۵۲٫۳۰۷۹°شرقی |        | ۳۱۲۹ |
| گردنه گلی        | ۳۲°۱۳′۲۱″شمالی ۵۲°۲۱′۲۴″شرقی / ۳۲٫۲۲۲۶°شمالی ۵۲٫۳۵۶۸°شرقی |        | ۳۱۳۰ |
| گردی             | ۳۲°۰۸′۴۶″شمالی ۵۲°۳۴′۲۴″شرقی / ۳۲٫۱۴۶۲°شمالی ۵۲٫۵۷۳۲°شرقی |        | ۳۱۳۱ |
| گره              | ۳۲°۵۰′۱۲″شمالی ۵۲°۲۷′۳۹″شرقی / ۳۲٫۸۳۶۸°شمالی ۵۲٫۴۶۰۷°شرقی |        | ۳۱۳۲ |
| گره              | ۳۲°۴۹′۴۸″شمالی ۵۲°۲۷′۱۳″شرقی / ۳۲٫۸۳۰۰°شمالی ۵۲٫۴۵۳۷°شرقی |        | ۳۱۳۳ |
| گری              | ۳۲°۱۵′۱۱″شمالی ۵۲°۲۳′۳۳″شرقی / ۳۲٫۲۵۳۱°شمالی ۵۲٫۳۹۲۴°شرقی |        | ۳۱۳۴ |
| گری              | ۳۲°۴۰′۰۹″شمالی ۵۲°۳۹′۵۷″شرقی / ۳۲٫۶۶۹۳°شمالی ۵۲٫۶۶۵۷°شرقی |        | ۳۱۳۵ |
| گریز             | ۳۲°۴۲′۱۲″شمالی ۵۲°۴۸′۰۵″شرقی / ۳۲٫۷۰۳۲°شمالی ۵۲٫۸۰۱۴°شرقی |        | ۳۱۳۶ |
| گزی              | ۳۱°۳۵′۲۶″شمالی ۵۲°۲۴′۲۸″شرقی / ۳۱٫۵۹۰۵°شمالی ۵۲٫۴۰۷۸°شرقی |        | ۳۱۳۷ |
| گل               | ۳۲°۵۵′۱۳″شمالی ۵۲°۰۸′۲۳″شرقی / ۳۲٫۹۲۰۳°شمالی ۵۲٫۱۳۹۶°شرقی |        | ۳۱۳۸ |
| گل اول           | ۳۲°۱۴′۱۰″شمالی ۵۲°۲۴′۵۶″شرقی / ۳۲٫۲۳۶۰°شمالی ۵۲٫۴۱۵۵°شرقی |        | ۳۱۳۹ |
| گل سرخ           | ۳۲°۱۴′۲۳″شمالی ۵۲°۲۱′۲۶″شرقی / ۳۲٫۲۳۹۷°شمالی ۵۲٫۳۵۷۳°شرقی |        | ۳۱۴۰ |
| گل سرخی          | ۳۱°۵۴′۱۲″شمالی ۵۲°۱۱′۴۶″شرقی / ۳۱٫۹۰۳۳°شمالی ۵۲٫۱۹۶۱°شرقی |        | ۳۱۴۱ |
| گل لایی          | ۳۲°۴۰′۳۴″شمالی ۵۲°۴۵′۴۷″شرقی / ۳۲٫۶۷۶۱°شمالی ۵۲٫۷۶۳۰°شرقی |        | ۳۱۴۲ |
| گلچگا            | ۳۲°۵۳′۴۰″شمالی ۵۲°۱۸′۱۴″شرقی / ۳۲٫۸۹۴۵°شمالی ۵۲٫۳۰۳۸°شرقی |        | ۳۱۴۳ |
| گله چی           | ۳۲°۵۱′۳۳″شمالی ۵۲°۲۶′۱۰″شرقی / ۳۲٫۸۵۹۳°شمالی ۵۲٫۴۳۶۲°شرقی |        | ۳۱۴۴ |
| گلی بادومی       | ۳۱°۲۹′۲۵″شمالی ۵۲°۵۳′۲۰″شرقی / ۳۱٫۴۹۰۳°شمالی ۵۲٫۸۸۸۸°شرقی |        | ۳۱۴۵ |
| گلی بادومی       | ۳۱°۳۱′۰۰″شمالی ۵۲°۵۴′۵۸″شرقی / ۳۱٫۵۱۶۷°شمالی ۵۲٫۹۱۶۰°شرقی |        | ۳۱۴۶ |
| گودخانی          | ۳۲°۵۱′۴۲″شمالی ۵۲°۳۱′۱۶″شرقی / ۳۲٫۸۶۱۷°شمالی ۵۲٫۵۲۱۰°شرقی |        | ۳۱۴۷ |
| گوش خری          | ۳۱°۳۲′۰۴″شمالی ۵۲°۳۷′۵۳″شرقی / ۳۱٫۵۳۴۵°شمالی ۵۲٫۶۳۱۴°شرقی |        | ۳۱۴۸ |
| لاپاتخت          | ۳۲°۵۲′۰۶″شمالی ۵۲°۲۰′۳۲″شرقی / ۳۲٫۸۶۸۳°شمالی ۵۲٫۳۴۲۲°شرقی |        | ۳۱۴۹ |
| لاپشوه           | ۳۲°۵۷′۰۸″شمالی ۵۲°۱۱′۳۶″شرقی / ۳۲٫۹۵۲۳°شمالی ۵۲٫۱۹۳۳°شرقی |        | ۳۱۵۰ |
| لاپلنگ           | ۳۲°۵۷′۲۶″شمالی ۵۲°۲۱′۲۸″شرقی / ۳۲٫۹۵۷۲°شمالی ۵۲٫۳۵۷۸°شرقی |        | ۳۱۵۱ |
| لاتوت سیاه       | ۳۲°۴۹′۴۱″شمالی ۵۲°۳۶′۱۲″شرقی / ۳۲٫۸۲۸۱°شمالی ۵۲٫۶۰۳۳°شرقی |        | ۳۱۵۲ |
| لاچولی           | ۳۲°۵۶′۰۶″شمالی ۵۲°۱۴′۳۰″شرقی / ۳۲٫۹۳۵۰°شمالی ۵۲٫۲۴۱۶°شرقی |        | ۳۱۵۳ |
| لاچولی           | ۳۲°۵۵′۵۱″شمالی ۵۲°۱۵′۱۰″شرقی / ۳۲٫۹۳۰۸°شمالی ۵۲٫۲۵۲۷°شرقی |        | ۳۱۵۴ |
| لاحج             | ۳۲°۰۷′۵۷″شمالی ۵۲°۰۸′۱۱″شرقی / ۳۲٫۱۳۲۶°شمالی ۵۲٫۱۳۶۵°شرقی |        | ۳۱۵۵ |
| لاحمام           | ۳۲°۰۸′۱۰″شمالی ۵۲°۳۲′۳۷″شرقی / ۳۲٫۱۳۶۲°شمالی ۵۲٫۵۴۳۷°شرقی |        | ۳۱۵۶ |
| لاخونی           | ۳۳°۰۰′۳۷″شمالی ۵۲°۱۳′۰۶″شرقی / ۳۳٫۰۱۰۳°شمالی ۵۲٫۲۱۸۳°شرقی |        | ۳۱۵۷ |
| لادارخانه        | ۳۲°۰۲′۰۳″شمالی ۵۲°۰۵′۵۴″شرقی / ۳۲٫۰۳۴۲°شمالی ۵۲٫۰۹۸۲°شرقی |        | ۳۱۵۸ |
| لازرده           | ۳۲°۵۲′۱۶″شمالی ۵۲°۲۹′۰۵″شرقی / ۳۲٫۸۷۱۰°شمالی ۵۲٫۴۸۴۶°شرقی |        | ۳۱۵۹ |
| لازونکه          | ۳۲°۵۵′۲۳″شمالی ۵۲°۱۶′۱۲″شرقی / ۳۲٫۹۲۳۱°شمالی ۵۲٫۲۷۰۱°شرقی |        | ۳۱۶۰ |
| لاسراجه          | ۳۲°۵۶′۱۷″شمالی ۵۲°۲۰′۲۳″شرقی / ۳۲٫۹۳۸۰°شمالی ۵۲٫۳۳۹۸°شرقی |        | ۳۱۶۱ |
| لاسفید           | ۳۳°۰۰′۰۸″شمالی ۵۲°۱۱′۱۶″شرقی / ۳۳٫۰۰۲۳°شمالی ۵۲٫۱۸۷۷°شرقی |        | ۳۱۶۲ |
| لاسفید           | ۳۲°۵۹′۱۱″شمالی ۵۲°۱۴′۲۷″شرقی / ۳۲٫۹۸۶۳°شمالی ۵۲٫۲۴۰۹°شرقی |        | ۳۱۶۳ |
| لاسیاه           | ۳۲°۵۵′۲۴″شمالی ۵۲°۲۰′۴۸″شرقی / ۳۲٫۹۲۳۳°شمالی ۵۲٫۳۴۶۸°شرقی |        | ۳۱۶۴ |
| لاسیاه           | ۳۲°۴۹′۲۴″شمالی ۵۲°۳۵′۱۰″شرقی / ۳۲٫۸۲۳۲°شمالی ۵۲٫۵۸۶۲°شرقی |        | ۳۱۶۵ |
| لاسیر            | ۳۲°۵۶′۲۷″شمالی ۵۲°۲۱′۱۴″شرقی / ۳۲٫۹۴۰۷°شمالی ۵۲٫۳۵۳۸°شرقی |        | ۳۱۶۶ |
| لاشکفت           | ۳۲°۵۴′۴۰″شمالی ۵۲°۲۱′۲۲″شرقی / ۳۲٫۹۱۱۰°شمالی ۵۲٫۳۵۶۲°شرقی |        | ۳۱۶۷ |
| لاشنی دری        | ۳۲°۵۲′۱۱″شمالی ۵۲°۳۴′۵۸″شرقی / ۳۲٫۸۶۹۸°شمالی ۵۲٫۵۸۲۸°شرقی |        | ۳۱۶۸ |
| لاظلمات          | ۳۲°۵۸′۰۰″شمالی ۵۲°۲۲′۱۱″شرقی / ۳۲٫۹۶۶۷°شمالی ۵۲٫۳۶۹۶°شرقی |        | ۳۱۶۹ |
| لافرخه           | ۳۲°۵۱′۲۶″شمالی ۵۲°۲۰′۱۹″شرقی / ۳۲٫۸۵۷۱°شمالی ۵۲٫۳۳۸۵°شرقی |        | ۳۱۷۰ |
| لاقلات           | ۳۲°۵۲′۵۳″شمالی ۵۲°۲۰′۰۰″شرقی / ۳۲٫۸۸۱۵°شمالی ۵۲٫۳۳۳۴°شرقی |        | ۳۱۷۱ |
| لالت             | ۳۳°۰۰′۱۹″شمالی ۵۲°۱۹′۵۹″شرقی / ۳۳٫۰۰۵۲°شمالی ۵۲٫۳۳۳۱°شرقی |        | ۳۱۷۲ |
| لامجید           | ۳۲°۵۱′۰۷″شمالی ۵۲°۲۸′۳۳″شرقی / ۳۲٫۸۵۲۰°شمالی ۵۲٫۴۷۵۸°شرقی |        | ۳۱۷۳ |
| لامیرقاسم        | ۳۲°۵۰′۵۳″شمالی ۵۲°۲۷′۳۹″شرقی / ۳۲٫۸۴۸۰°شمالی ۵۲٫۴۶۰۸°شرقی |        | ۳۱۷۴ |
| لامیش            | ۳۱°۵۰′۳۰″شمالی ۵۲°۰۳′۴۶″شرقی / ۳۱٫۸۴۱۸°شمالی ۵۲٫۰۶۲۸°شرقی |        | ۳۱۷۵ |
| لعلی             | ۳۱°۵۴′۵۳″شمالی ۵۲°۱۵′۳۰″شرقی / ۳۱٫۹۱۴۶°شمالی ۵۲٫۲۵۸۴°شرقی |        | ۳۱۷۶ |
| لعلی اولی        | ۳۱°۵۸′۱۵″شمالی ۵۲°۰۶′۵۱″شرقی / ۳۱٫۹۷۰۷°شمالی ۵۲٫۱۱۴۲°شرقی |        | ۳۱۷۷ |
| لعلی دومی        | ۳۱°۵۷′۰۵″شمالی ۵۲°۰۷′۵۰″شرقی / ۳۱٫۹۵۱۳°شمالی ۵۲٫۱۳۰۵°شرقی |        | ۳۱۷۸ |
| لقمان            | ۳۲°۰۹′۱۴″شمالی ۵۲°۱۶′۰۸″شرقی / ۳۲٫۱۵۳۹°شمالی ۵۲٫۲۶۸۸°شرقی |        | ۳۱۷۹ |
| لم               | ۳۲°۴۶′۰۶″شمالی ۵۲°۴۶′۰۶″شرقی / ۳۲٫۷۶۸۲°شمالی ۵۲٫۷۶۸۲°شرقی |        | ۳۱۸۰ |
| لنگه             | ۳۲°۵۷′۵۸″شمالی ۵۲°۰۹′۳۳″شرقی / ۳۲٫۹۶۶۲°شمالی ۵۲٫۱۵۹۳°شرقی |        | ۳۱۸۱ |
| لنگه ای          | ۳۲°۲۸′۰۲″شمالی ۵۱°۴۶′۴۹″شرقی / ۳۲٫۴۶۷۳°شمالی ۵۱٫۷۸۰۳°شرقی |        | ۳۱۸۲ |
| ماسستون          | ۳۲°۵۱′۴۰″شمالی ۵۲°۲۲′۴۷″شرقی / ۳۲٫۸۶۱۰°شمالی ۵۲٫۳۷۹۸°شرقی |        | ۳۱۸۳ |
| ماهورزرد         | ۳۱°۵۰′۳۳″شمالی ۵۲°۱۱′۲۱″شرقی / ۳۱٫۸۴۲۴°شمالی ۵۲٫۱۸۹۳°شرقی |        | ۳۱۸۴ |
| محمدنوجوان       | ۳۲°۰۸′۱۷″شمالی ۵۲°۰۶′۱۹″شرقی / ۳۲٫۱۳۸۰°شمالی ۵۲٫۱۰۵۳°شرقی |        | ۳۱۸۵ |
| مزرعه تازه       | ۳۲°۵۵′۵۸″شمالی ۵۲°۱۹′۵۱″شرقی / ۳۲٫۹۳۲۸°شمالی ۵۲٫۳۳۰۸°شرقی |        | ۳۱۸۶ |
| معدن             | ۳۲°۱۲′۴۰″شمالی ۵۲°۲۶′۳۶″شرقی / ۳۲٫۲۱۱۰°شمالی ۵۲٫۴۴۳۳°شرقی |        | ۳۱۸۷ |
| معدن             | ۳۲°۳۲′۲۷″شمالی ۵۲°۵۵′۰۵″شرقی / ۳۲٫۵۴۰۹°شمالی ۵۲٫۹۱۸۰°شرقی |        | ۳۱۸۸ |
| مل اشتری         | ۳۲°۵۹′۴۸″شمالی ۵۲°۱۲′۵۴″شرقی / ۳۲٫۹۹۶۶°شمالی ۵۲٫۲۱۴۹°شرقی |        | ۳۱۸۹ |
| ملک نانوا        | ۳۱°۵۷′۵۰″شمالی ۵۱°۵۹′۱۰″شرقی / ۳۱٫۹۶۴۰°شمالی ۵۱٫۹۸۶۰°شرقی |        | ۳۱۹۰ |
| منبر             | ۳۲°۴۹′۴۷″شمالی ۵۲°۴۰′۴۷″شرقی / ۳۲٫۸۲۹۶°شمالی ۵۲٫۶۷۹۸°شرقی |        | ۳۱۹۱ |
| مندلی            | ۳۲°۵۱′۵۶″شمالی ۵۲°۳۰′۲۶″شرقی / ۳۲٫۸۶۵۵°شمالی ۵۲٫۵۰۷۱°شرقی |        | ۳۱۹۲ |
| مندیلی           | ۳۱°۵۸′۵۲″شمالی ۵۲°۱۷′۴۶″شرقی / ۳۱٫۹۸۱۱°شمالی ۵۲٫۲۹۶۲°شرقی |        | ۳۱۹۳ |
| مورزرد           | ۳۲°۰۲′۰۳″شمالی ۵۲°۰۷′۳۴″شرقی / ۳۲٫۰۳۴۳°شمالی ۵۲٫۱۲۶۱°شرقی |        | ۳۱۹۴ |
| مورزرد           | ۳۲°۰۲′۰۲″شمالی ۵۲°۰۶′۴۳″شرقی / ۳۲٫۰۳۳۸°شمالی ۵۲٫۱۱۱۹°شرقی |        | ۳۱۹۵ |
| میان گل          | ۳۲°۱۳′۱۹″شمالی ۵۲°۲۵′۳۸″شرقی / ۳۲٫۲۲۲۰°شمالی ۵۲٫۴۲۷۱°شرقی |        | ۳۱۹۶ |
| میمینی           | ۳۲°۰۹′۱۴″شمالی ۵۲°۰۵′۲۵″شرقی / ۳۲٫۱۵۳۸°شمالی ۵۲٫۰۹۰۳°شرقی |        | ۳۱۹۷ |
| نابه             | ۳۲°۰۶′۴۶″شمالی ۵۲°۰۸′۰۹″شرقی / ۳۲٫۱۱۲۷°شمالی ۵۲٫۱۳۵۷°شرقی |        | ۳۱۹۸ |
| نابه             | ۳۲°۰۶′۳۵″شمالی ۵۲°۰۹′۱۷″شرقی / ۳۲٫۱۰۹۷°شمالی ۵۲٫۱۵۴۶°شرقی |        | ۳۱۹۹ |
| نچفت             | ۳۲°۵۴′۴۴″شمالی ۵۲°۲۳′۲۳″شرقی / ۳۲٫۹۱۲۲°شمالی ۵۲٫۳۸۹۷°شرقی |        | ۳۲۰۰ |
| نخلی             | ۳۱°۳۹′۴۲″شمالی ۵۲°۲۴′۳۶″شرقی / ۳۱٫۶۶۱۶°شمالی ۵۲٫۴۰۹۹°شرقی |        | ۳۲۰۱ |
| نرمونیا          | ۳۱°۵۰′۱۵″شمالی ۵۲°۰۴′۵۵″شرقی / ۳۱٫۸۳۷۴°شمالی ۵۲٫۰۸۲۰°شرقی |        | ۳۲۰۲ |
| نره بون          | ۳۱°۵۳′۳۶″شمالی ۵۱°۵۸′۴۳″شرقی / ۳۱٫۸۹۳۳°شمالی ۵۱٫۹۷۸۵°شرقی |        | ۳۲۰۳ |
| نره بون          | ۳۱°۵۳′۰۱″شمالی ۵۲°۰۰′۲۶″شرقی / ۳۱٫۸۸۳۵°شمالی ۵۲٫۰۰۷۳°شرقی |        | ۳۲۰۴ |
| نقد              | ۳۱°۵۳′۰۷″شمالی ۵۲°۰۱′۱۶″شرقی / ۳۱٫۸۸۵۴°شمالی ۵۲٫۰۲۱۱°شرقی |        | ۳۲۰۵ |
| نوکی             | ۳۱°۵۷′۳۸″شمالی ۵۲°۰۴′۰۳″شرقی / ۳۱٫۹۶۰۶°شمالی ۵۲٫۰۶۷۶°شرقی |        | ۳۲۰۶ |
| هتن آباد         | ۳۲°۴۱′۵۴″شمالی ۵۱°۵۰′۰۸″شرقی / ۳۲٫۶۹۸۲°شمالی ۵۱٫۸۳۵۶°شرقی |        | ۳۲۰۷ |
| هلگاله           | ۳۲°۵۵′۵۲″شمالی ۵۲°۰۷′۴۴″شرقی / ۳۲٫۹۳۱۰°شمالی ۵۲٫۱۲۹۰°شرقی |        | ۳۲۰۸ |
| همونه ای         | ۳۱°۳۲′۲۸″شمالی ۵۲°۵۶′۰۸″شرقی / ۳۱٫۵۴۱۰°شمالی ۵۲٫۹۳۵۶°شرقی |        | ۳۲۰۹ |
| واره کوه         | ۳۲°۵۴′۳۱″شمالی ۵۲°۱۶′۰۲″شرقی / ۳۲٫۹۰۸۷°شمالی ۵۲٫۲۶۷۱°شرقی |        | ۳۲۱۰ |
| ورآیمی           | ۳۲°۵۹′۴۹″شمالی ۵۲°۲۰′۴۱″شرقی / ۳۲٫۹۹۶۹°شمالی ۵۲٫۳۴۴۸°شرقی |        | ۳۲۱۱ |
| ورمند            | ۳۲°۵۵′۵۴″شمالی ۵۲°۱۶′۲۴″شرقی / ۳۲٫۹۳۱۶°شمالی ۵۲٫۲۷۳۳°شرقی |        | ۳۲۱۲ |
| سفید             | ۳۲°۳۶′۴۰″شمالی ۵۱°۳۴′۴۲″شرقی / ۳۲٫۶۱۱۲°شمالی ۵۱٫۵۷۸۲°شرقی |        | ۳۲۱۳ |

## نگارخانه

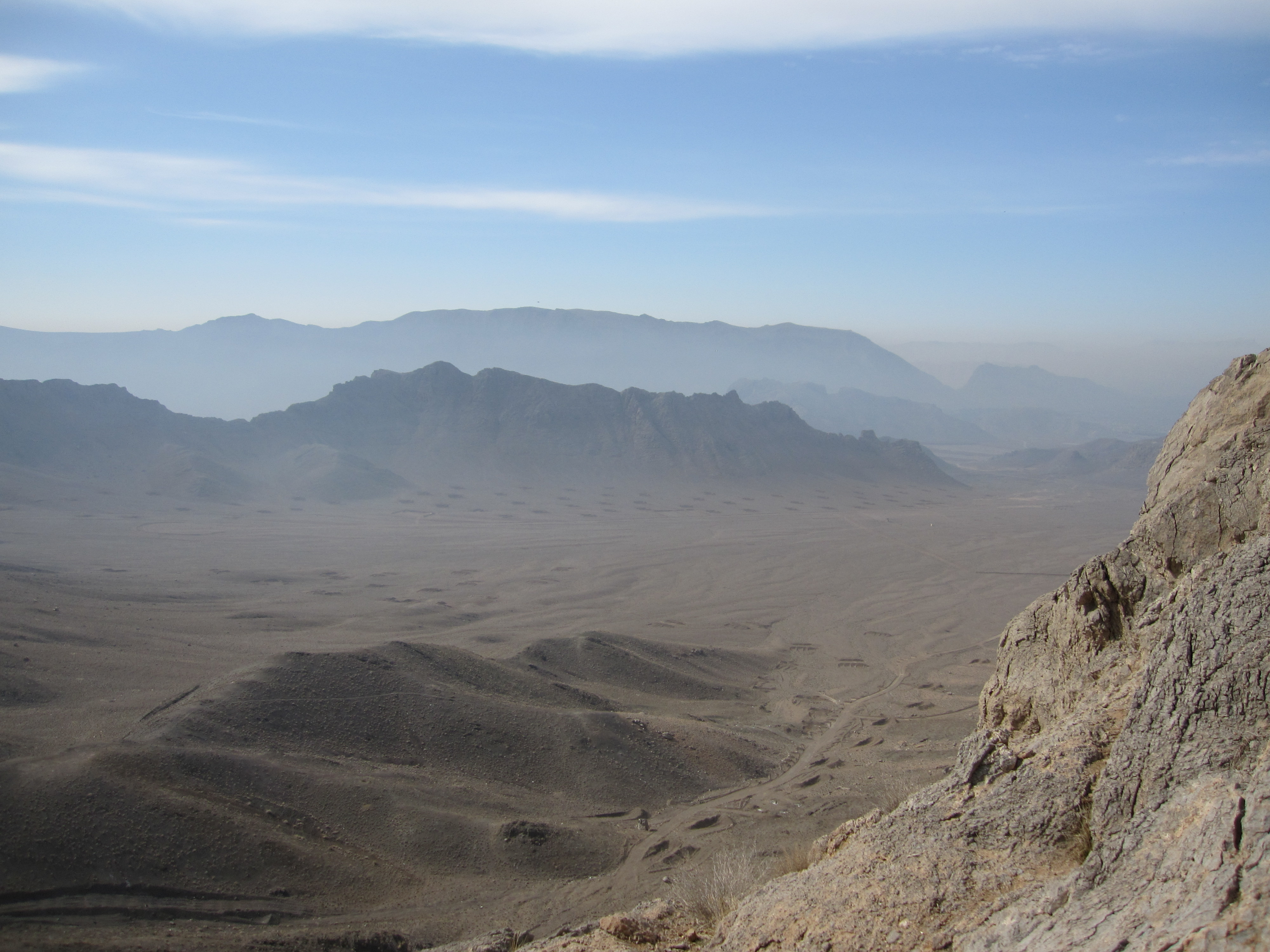
خط‌الرأس شاهکوه در پس‌زمینه و کوه دیزی عمر در میان دو رشته‌کوه همسو
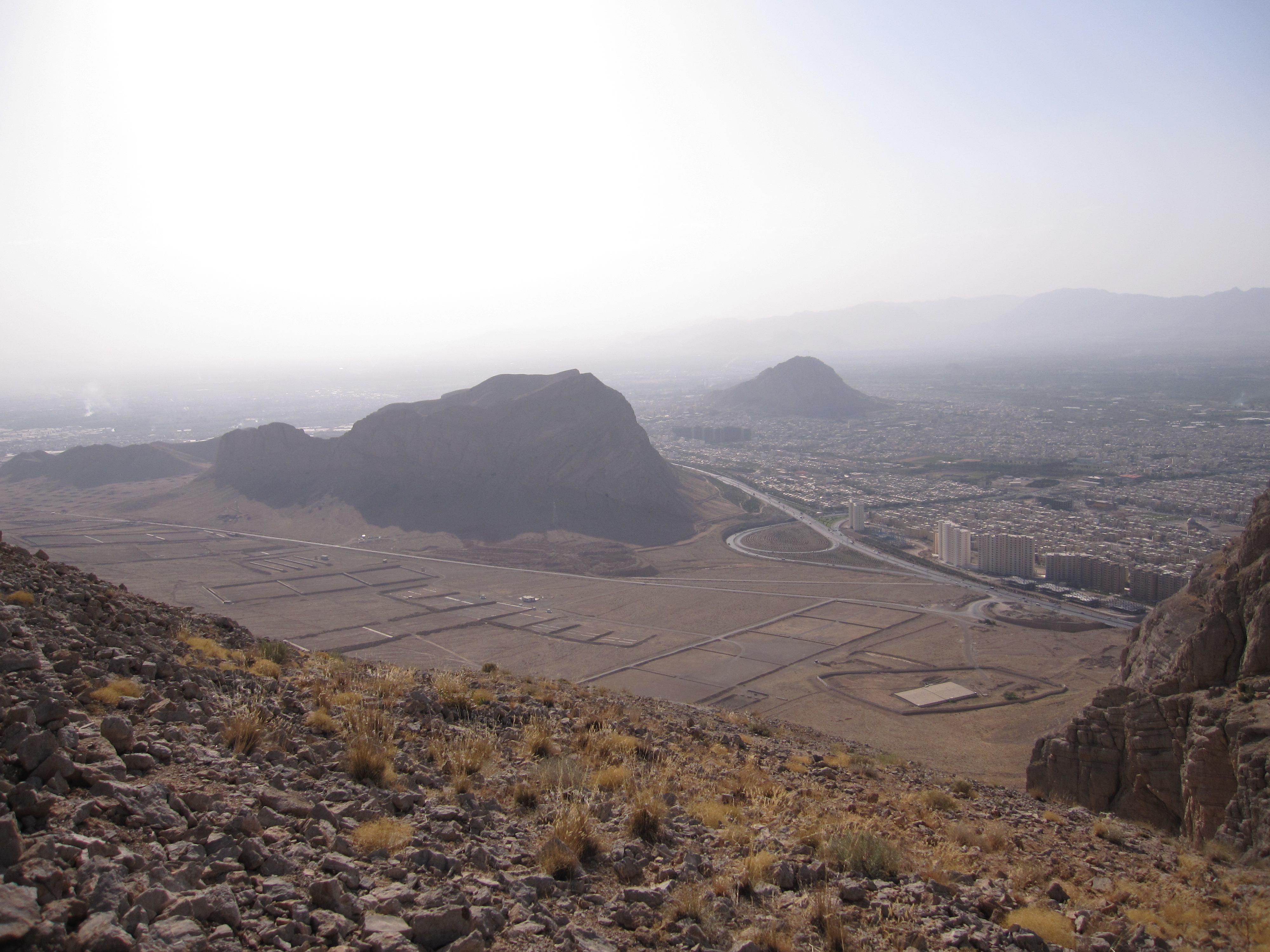
تخت رستم در پیش‌زمینه و کوه سفید درون شهر، ۲۱ خرداد ۱۳۸۹